# Grand Trek

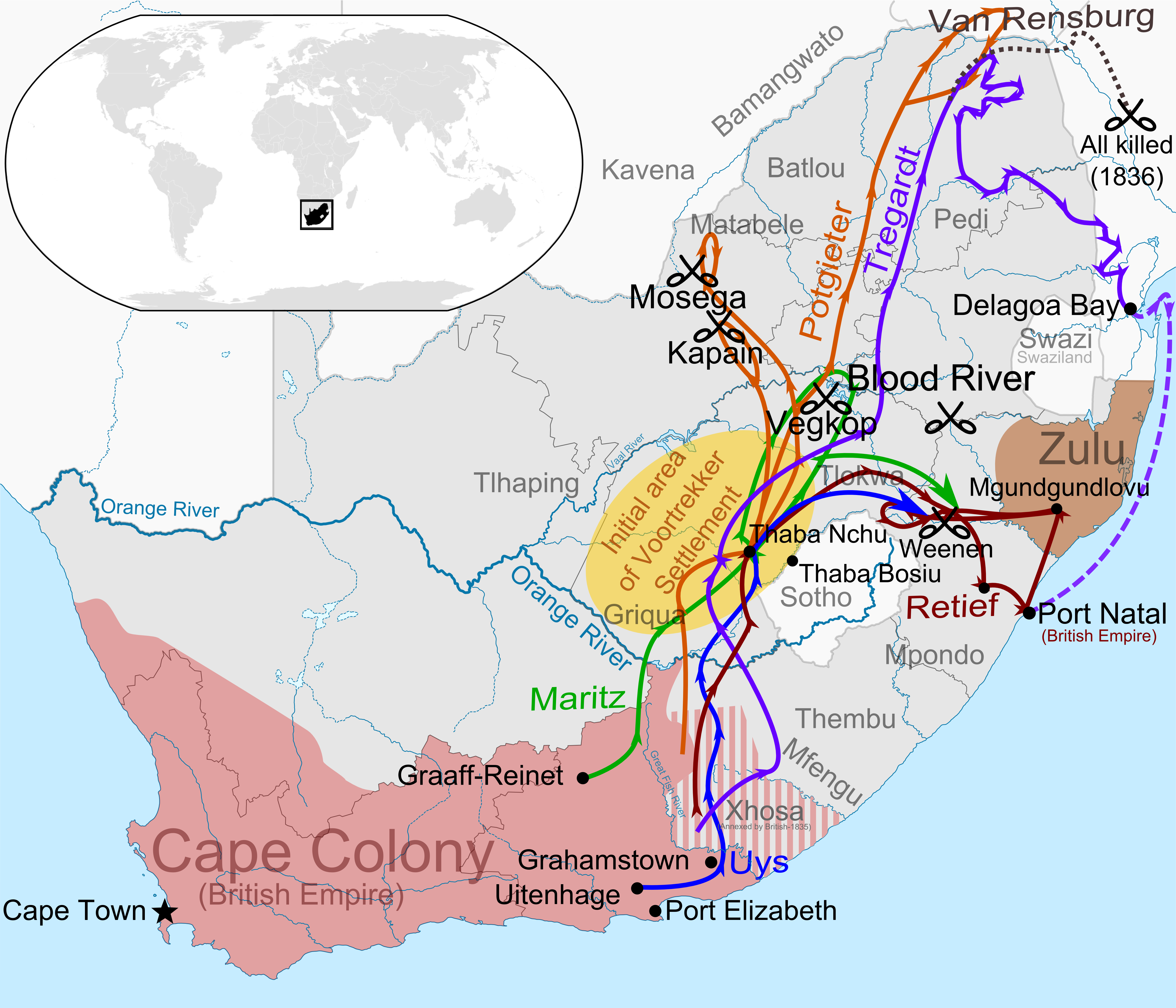
Carte du grand Trek (1835-1840).

Le Grand Trek (Grote Trek en néerlandais, Groot Trek en afrikaans, signifiant littéralement « grande traversée ») est une migration collective de plusieurs milliers de Boers de la colonie du Cap vers l'intérieur des terres d'Afrique du Sud dans les années 1835-1840, via le franchissement des montagnes du Drakensberg. Il concrétise un désir d'indépendance politique de ces Boers par rapport aux autorités coloniales britanniques, exprimé notamment dans le manifeste de Piet Retief, un des principaux chefs du grand Trek.
Au XXe siècle, ce périple occupera une place importante dans la mythologie et le nationalisme afrikaner. Il sera vu comme l'événement central de l'histoire et de l'identité afrikaner, évoquant l'Exode des Hébreux d'Égypte.
Les participants au Grand Trek seront, a posteriori, désignés sous le vocable de Voortrekkers.

## Contexte

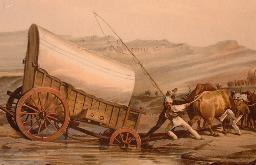
Chars à bœufs durant le Grand Trek.

Le Grand Trek intervient 183 ans après l'installation des premiers Européens au Cap de Bonne-Espérance où, en 1652, la Compagnie néerlandaise des Indes orientales (VOC) avait fondé une station de ravitaillement.
En quelques décennies, le Cap était devenu le foyer d'une importante population européenne d'origines diverses composée d'anciens employés de la VOC ou de citoyens libres (free burghers ou vrijburgers) devenus des commerçants, des agriculteurs et des fermiers. En 1688, des huguenots, réfugiés protestants français s'étaient joints à cette population. En conséquence, en 1691, plus d'un quart de la population européenne de la colonie du Cap n'était pas d'origine néerlandaise. Néanmoins, une assimilation culturelle avait eu lieu permettant une adoption généralisée de la culture et de la langue néerlandaises ainsi que la constitution d'une population blanche spécifique parlant l'afrikaans (dialecte issu du néerlandais).
À la fin des années 1790, à la suite des évènements révolutionnaires survenant en Europe, notamment la Révolution batave, la République batave ouvrit le Cap aux navires de guerre français. La Grande-Bretagne y vit une menace pour ses intérêts et la navigation maritime. Elle prit le contrôle de la colonie et à la suite de la signature du traité de Paris en 1815, annexa la colonie.
Quand les Britanniques prennent le contrôle définitif de la colonie du Cap en 1815, celle-ci d'une superficie de 100 000 km2 est peuplée d'environ 26 720 personnes d'origine européenne, principalement néerlandais mais un peu plus d'un quart d'origine allemande, et environ un sixième descendants de huguenots français,,. La population de la colonie comprenait également environ 30 000 esclaves bantouphones ou d'origine asiatique ainsi que 17 000 Khoisans.
Les relations entre les nouveaux administrateurs britanniques et les Boers (vocable utilisé pour désigner les populations rurales d'origines néerlandaise, allemande et française parlant l'afrikaans) sont aigres dès le début. Elles s'intensifient quand le gouvernement britannique exige que sa nouvelle colonie finance par elle-même ses propres affaires, via la fiscalité.
En 1815, l'arrestation d'un fermier boer par la police coloniale britannique provoque l'indignation de ses concitoyens et aboutit à la rébellion de Slachter's Nek qui se solde par la pendaison de 5 insurgés.

## Origine

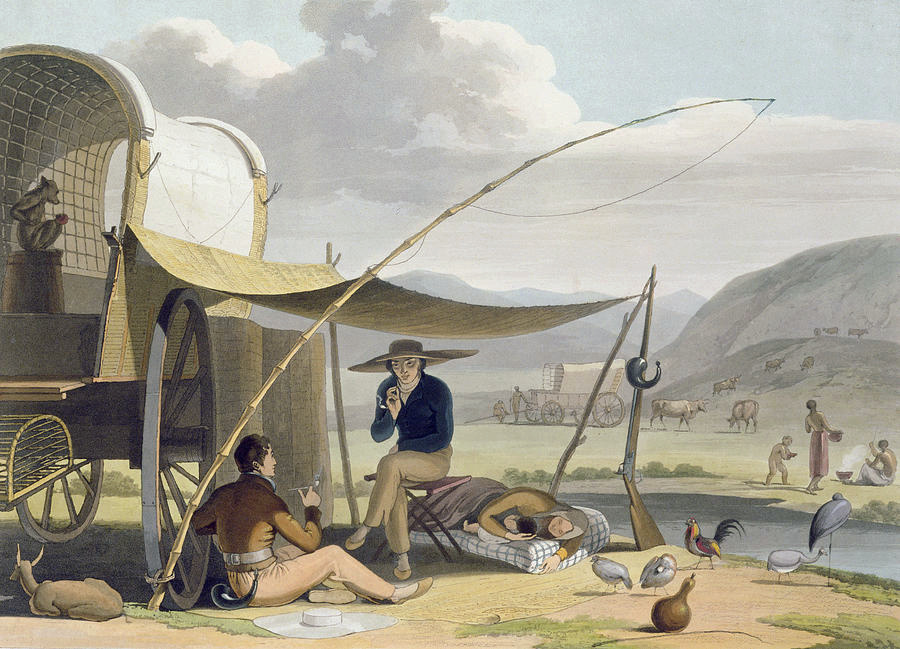
Une aquatinte de Samuel Daniell sur des Trekboers en train de monter leur camp.

Le ressentiment des Boers envers les administrateurs britanniques successifs continue de croître dans les années 1820 et au début des années 1830, accru par la décision des Britanniques de changer la langue officielle de la colonie et d'imposer l'anglais à la place du néerlandais comme langue de l'administration alors que la plupart des Boers ne parlent pas anglais,.
En 1828, le gouverneur du Cap décrète que tous les membres de la population indigène africaine qui n'étaient pas réduits en esclavage auraient désormais les mêmes droits de citoyenneté, en matière de sécurité et de propriété, que les descendants de colons européens,.

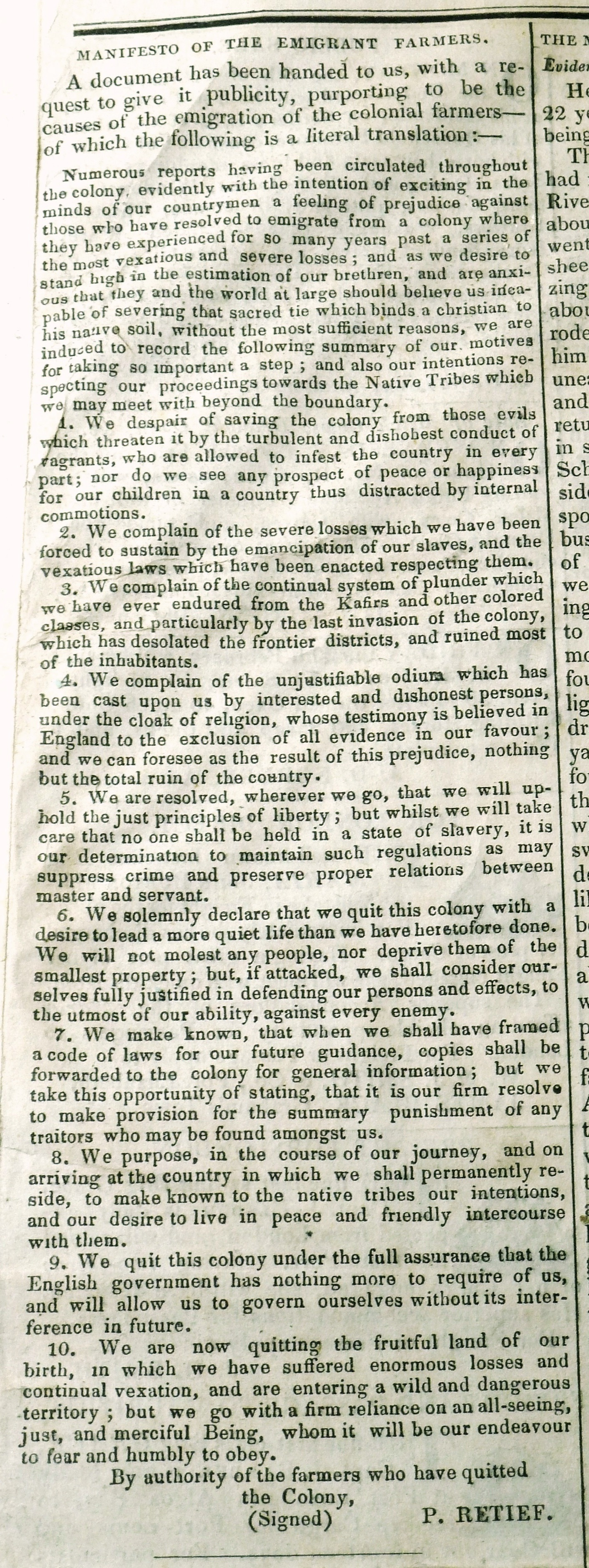
Le manifeste de Piet Retief.

En 1834, l'aliénation des Boers s'amplifie par la décision de la Grande-Bretagne d'abolir l'esclavage dans toutes ses colonies,. À la suite de cette décision, 35 000 personnes se voyaient accorder les mêmes droits que les autres citoyens. Les fermiers travaillant dans la production de céréales et de vin étaient économiquement dépendants de la main-d'œuvre réduite en esclavage (94% des agriculteurs de Stellenbosch possédaient des esclaves). Le gouvernement britannique leur offrit un dédommagement qui les obligeait cependant de se rendre à Londres pour percevoir leur compensation alors que peu de ces Boers disposaient de suffisamment d'argent pour effectuer un tel voyage.
D'autres Boers ne possédaient pas de fermes ni d'esclaves et pratiquaient un mode de vie pastoral semi-nomade. Ils étaient connus sous le nom de trekboers. Eux aussi étaient aigris par la domination britannique, notamment par son incapacité à assurer l'ordre et la sécurité aux frontières orientales de la colonie du Cap. Dans les provinces de l'Est de la colonie, où les esclaves sont moins nombreux que les populations boers, les habitants craignent surtout les attaques, les vols, les pillages organisés par des indigènes venus de l'autre côté d'une frontière qui est encore très imprécise. Ils craignent surtout la disparition soudaine d'une main-d’œuvre souvent indispensable et la multiplication des vagabonds et donc de l'insécurité pour les personnes et les biens. Ils estiment ainsi que les autorités du Cap ne prennent pas en compte leurs préoccupations, surtout quand celles-ci abolissent les lois restreignant la circulation des non-blancs, accordent aux Hottentots les mêmes droits qu'aux Blancs et décident de renoncer aux territoires de la province de la Reine Adélaïde, conquis de haute lutte par l'armée et les Kommandos boers.
Révulsés par le comportement des autorités britanniques et par l'abolition de l'esclavage, vécue surtout comme une humiliation et non comme une spoliation car beaucoup d'entre eux n'étaient pas opposés systématiquement à une émancipation qu'ils voulaient plus progressive, des milliers de Boers s'organisent alors pour quitter la colonie du Cap pour les mener vers « des territoires inhospitaliers et dangereux » en ne pouvant se reposer que sur « eux-mêmes et sur Dieu ». Dans les années 1825-1835, des trekboers avaient commencé à migrer hors de la colonie, vers des zones non cartographiées de l'Afrique du Sud. Ils étaient allés vers le Natal et avaient rapporté l'existence de terres fertiles et apparemment vides ou abandonnées.

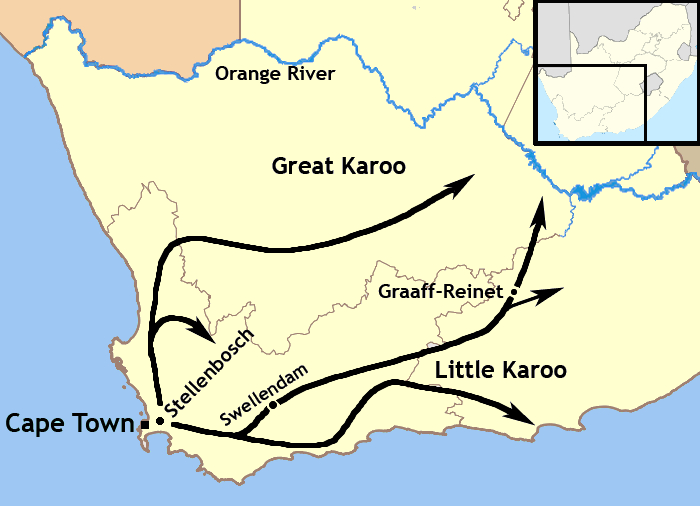
Itinéraire des Trekboers.

La revendication boer d'émancipation est concrétisée par un manifeste publié le 2 février 1837 dans The Grahamstown Journal, et écrit par le Boer Piet Retief. Dans ce manifeste, cosigné par 366 personnes, il y exprime les raisons qui le poussent à vouloir fonder, hors de la colonie du Cap, une communauté libre et indépendante. Énonçant ses griefs contre l'autorité britannique, incapable selon lui de fournir la moindre protection aux fermiers et injuste pour avoir émancipé les esclaves sans indemnisations équitables, il évoque une terre promise qui serait destinée à la prospérité, à la paix et au bonheur des enfants boers. Une terre où les Boers seraient enfin libres, où leur gouvernement déciderait de ses propres lois. Il y souligne également que personne ne serait maintenu en esclavage dans ces territoires mais que seraient maintenus les lois destinées à réprimer tout forfait et à préserver des relations convenables entre « maîtres et serviteurs » basées sur les obligations dues par un employé à son employeur. Les nombreux Africains qui allaient accompagner les Boers dans leur exode vers le Nord allaient d'ailleurs le faire, dans leur grande majorité, de leur plein gré, la plupart étant d'ailleurs souvent nés sur les fermes des Boers et avaient toute leur vie vécu à leurs côtés ou à leur service.
Les autorités britanniques du Cap craignent que la migration des Boers n'entraîne un conflit supplémentaire avec les peuples bantous qu'ils allaient rencontrer mais estiment aussi que toute intervention de leur part pour empêcher les Boers de quitter la colonie serait inefficace et coûteuse matériellement, financièrement et humainement.

## La grande migration
| Première vague du Grand Trek | Première vague du Grand Trek | Première vague du Grand Trek | Première vague du Grand Trek                                       | Première vague du Grand Trek |
| ---------------------------- | ---------------------------- | ---------------------------- | ------------------------------------------------------------------ | ---------------------------- |
| Chefs                        | Date du depart               | Lieu d'origine               | Nombre de Voortrekkers (enfants compris)                           |                              |
| Louis Tregardt               | 1835                         |                              | Neuf familles dont celle de Louis Tregardt                         |                              |
| Hans van Rensburg            | 1835                         |                              | 49 (après la scission avec Tregardt)                               |                              |
| Hendrik Potgieter            | Fin 1835-début 1836          |                              | Environ deux cents personnes dont Sarel Cilliers et Casper Kruger. |                              |
| Gerrit Maritz                | Septembre 1836               | Graaff-Reinet                | Plus de 700 personnes                                              |                              |
| Piet Retief                  | Février 1837                 | Albany                       | Une centaine de personnes                                          |                              |
| Piet Uys                     | Avril 1837                   | Uitenhage                    | Plus d'une centaine de membres de la famille Uys                   |                              |

De 1835 à la fin des années 1840, près de 15 000 Boers quittent la colonie du Cap soit un dixième de la population afrikaner. En 5 ans, de 1835 à 1840, à l'apogée du grand Trek, ce sont 6 000 Boers qui s'aventurent hors de la colonie du Cap (soit 20% de la population totale de la colonie). Globalement, ceux qu'on désignera spécifiquement plus tard sous le nom de Voortrekkers (ceux qui vont de l'avant) ne sont qu'une minorité de Boers. Les membres de la communauté néerlandaise du Cap, en grande partie urbanisés et aisés, n'ont pas participé au Grand Trek. Ils s'étaient en partie assimilés culturellement et économiquement à l'administration britannique, ce qui était moins le cas des Boers vivant en zone rurale. Mais même parmi ceux-ci, la majorité est restée dans la colonie du Cap et n'a pas participé au Grand Trek, malgré leur aversion pour la politique britannique.
Les premiers groupes organisés de voortrekkers quittent les régions et villes du Cap, de Graaff-Reinet, de George et de Grahamstown à partir de 1835. À leurs têtes, des chefs élus par leurs communautés comme Louis Tregardt, Hendrik Potgieter, Piet Retief ou plus tard Andries Pretorius.

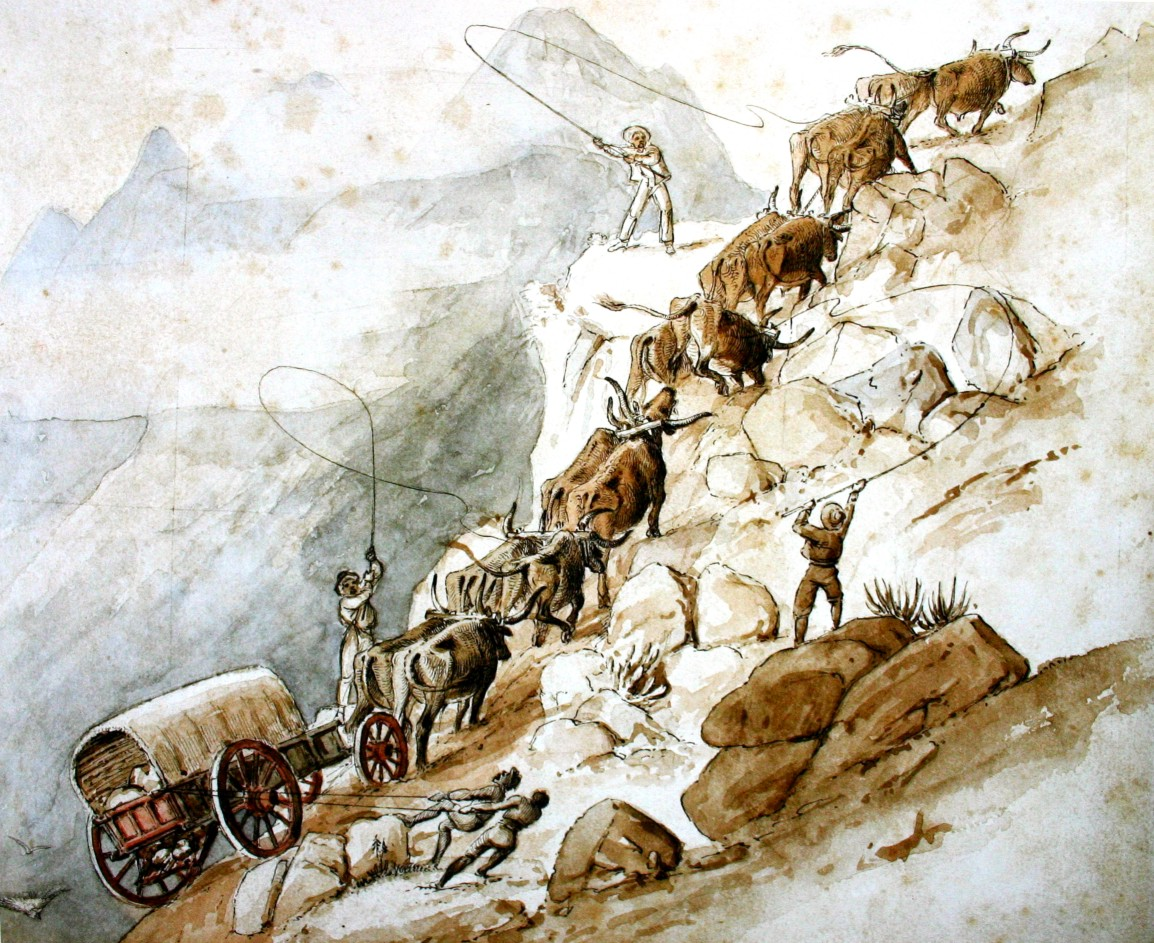
« Le passage des monts Outeniqua en chars à bœufs » (1840) - Peinture de Charles Collier Michell (1793-1851).

Deux premiers groupes de Voortrekkers, dirigés par Louis Tregardt et Hans van Rensburg, partent et font route commune à partir de juillet 1835 et traversent le Vaal à Robert's Drift en janvier 1836. Un autre groupe dirigé par Hendrik Potgieter quitte la région de Tarka à la fin de 1835 ou au début de 1836. Celui dirigé par Gerrit Maritz quitte Graaff-Reinet en septembre 1836. La plupart de ces Boers souhaitent rallier des pâturages accessibles par la mer.
Partis à bord de leurs chars à bœufs vers des territoires inconnus, l'objectif des Voortrekkers est d'y créer une république indépendante pour y vivre libres à la manière des trekboers (ainsi appelés car ils quittèrent la région pour se diriger vers le nord en emportant avec eux tous leurs biens) du XVIIIe siècle. Les territoires qu'ils traversent ou atteignent ne sont cependant pas toujours vide d'habitants, même si dans les années 1820 les armées de Shaka, roi des Zoulous, avaient décimé ou poussé à l'exode vers le nord plusieurs dizaines de milliers de tribus. La plupart des pionniers boers se heurtent aux Ndébélés (bataille de Vegkop en 1836) et surtout aux Zoulous alors que d'autres comme Louis Tregardt, partis très au nord du pays, succombent à la malaria.

### L'échec des Treks de Tregardt et de van Rensburg

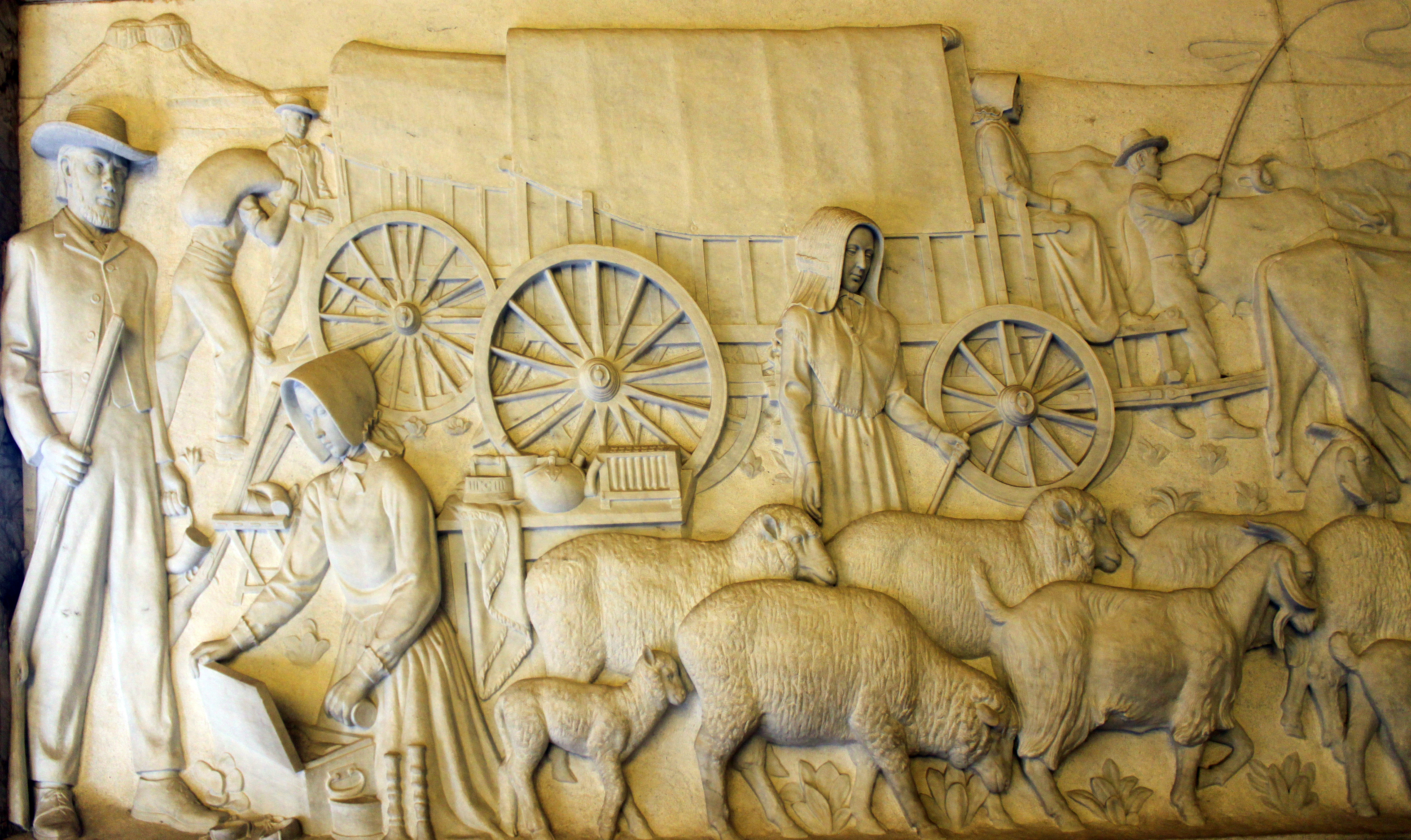
Représentation des Voortrekkers avec leur bétail et leurs chars à bœufs (Voortrekker Monument de Pretoria).

Les deux groupes de Voortrekkers, dirigés par Louis Tregardt et Hans van Rensburg qui faisaient route commune depuis juillet 1835 se séparent en avril 1836 à soixante-dix miles des montagnes du Zoutpansberg.
À la fin de juillet 1836, tout le groupe de van Rensburg, à l'exception de deux enfants sauvés par un guerrier zoulou, est massacré à Inhambane par un impi nguni du chef des Gazas, Manukosi (1790-1858).
Ceux du groupe de Tregardt, après avoir sympathisé avec des Baralongs et des Vendas, s'installent dans le Soutpansberg mais, trop loin des routes commerciales et décimés par le paludisme, ils reprennent la route vers le sud-est pour atteindre la baie de Delagoa en 1839. Au terme du voyage, la moitié du groupe de voortrekker a survécu mais plusieurs d'entre eux dont Tregardt et son épouse succombent de fièvres tropicales quelques semaines plus tard. Les survivants rejoignent Durban par bateau ou d'autres convois voortrekkers afin de trouver une terre d'accueil,.

### Conflits avec les Ndébélés

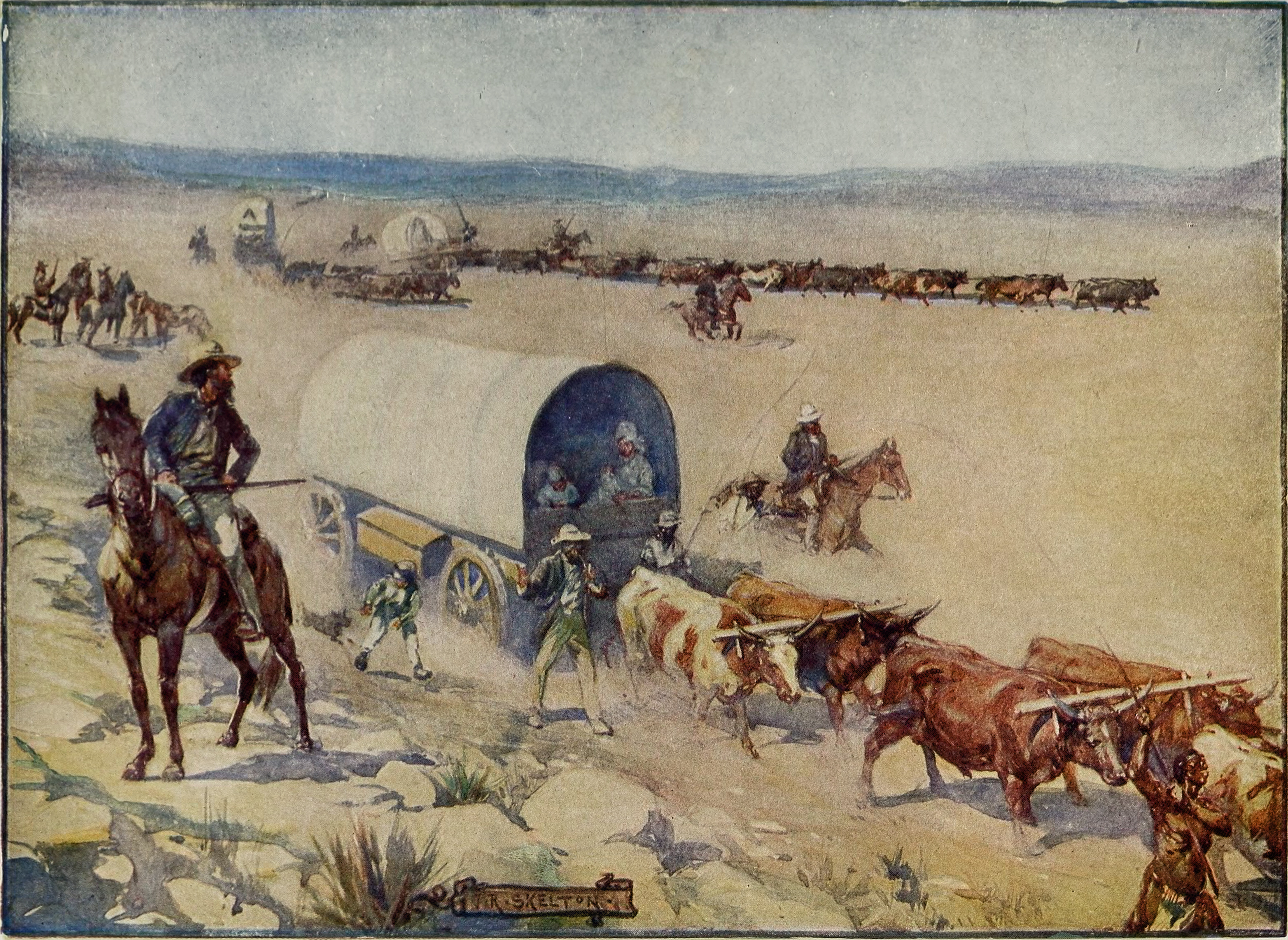
Les Voortrekkers - illustration de J.S. Skelton (1909).

Le groupe de voortrekkers dirigé par Hendrik Potgieter, comprenant Sarel Cilliers et Paul Kruger, alors âgé de 10 ans, s'installe d'abord dans la région de Thaba Nchu, non sans avoir préalablement conclu des accords de paix avec les dirigeants tribaux locaux. Ils sont rejoints par le groupe de Gerrit Maritz et forment le premier gouvernement voortrekker, composé de 7 membres et présidé par Maritz. Laissant derrière lui la majorité de son groupe, Potgieter (qui est alors commandant en chef du gouvernement voortrekker) mène une mission exploratoire dans les régions au delà du Vaal, avec quelques de ses compagnons, et rejoint le groupe de Louis Tregardt.

Drapeau voortrekker.

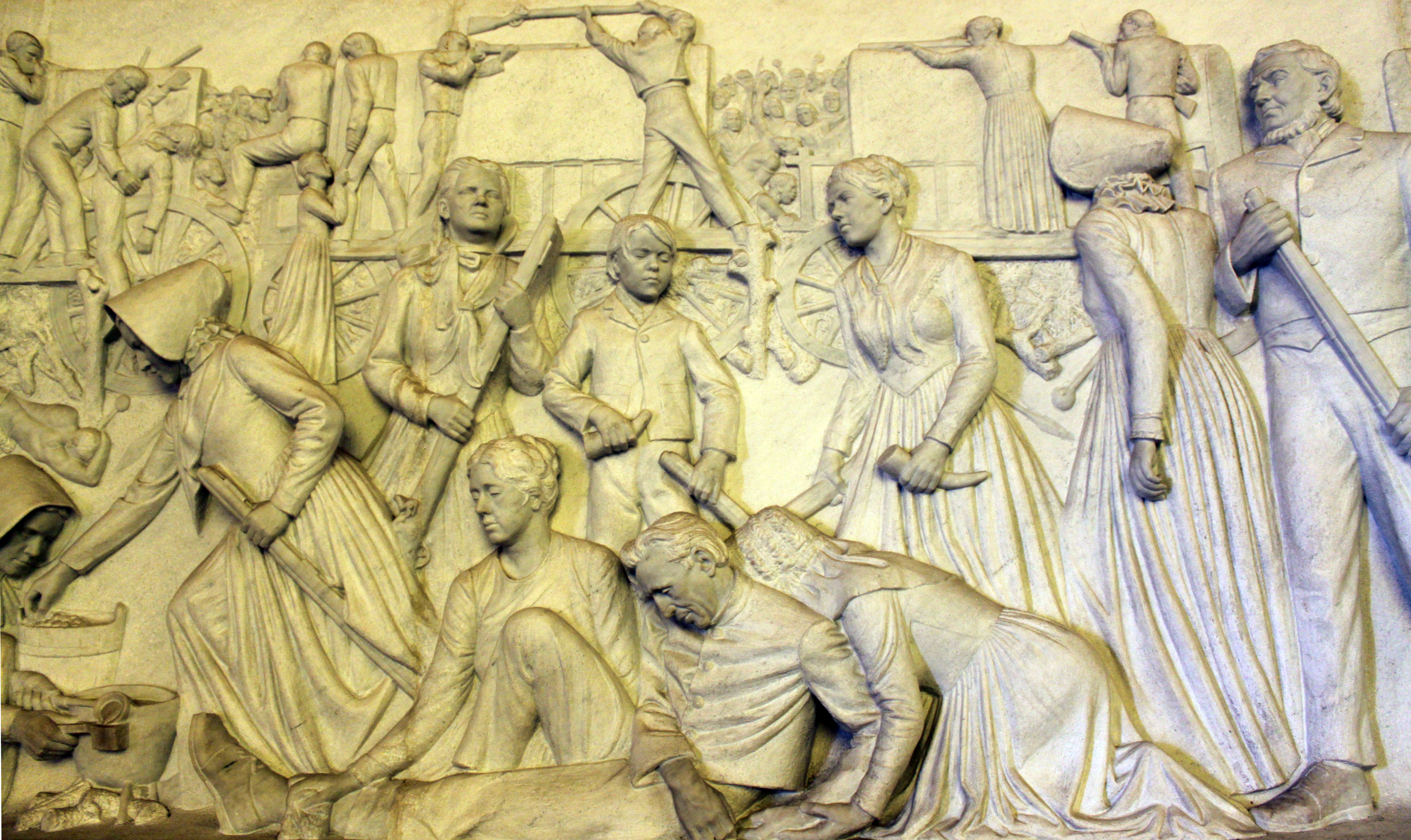
Frise du Voortrekker Monument de Pretoria représentant les Boers assiégés et retranchés dans leur laager lors de la bataille de Vegkop.

L'attaque par un groupe de Ndébélés de la famille Liebenberg, issu du groupe de Potgieter, tuant six hommes, deux femmes et six enfants, met fin à la coexistence pacifique entre les Boers et les tribus africaines. Le 20 octobre 1836, Potgieter et 35 de ses voortrekkers, retranchés en laager, repoussent au prix de deux tués un assaut de  près de 5 000 guerriers Ndébélés à la bataille de Vegkop puis, à partir de janvier 1837, ripostent par des raids punitifs, avec l'aide d'alliés Barolongs et du groupe de Gert Maritz, repoussant vers le nord, le chef Mzilikazi et ses partisans qui trouvent refuge au delà du fleuve Limpopo.
Néanmoins, des désaccords entre Maritz et Potgieter aboutissent à de fortes mésententes au sein du groupe de voortrekkers. En avril 1837, le groupe mené par Piet Retief atteint à son tour Thaba Nchu où les voortrekkers déjà installés espèrent qu'il ramènera l'unité et donnera une direction stable au Grand Trek. Lors d'une assemblée populaire (avril 1837), il est élu chef des Voortrekkers avec le titre de «gouverneur» et commandant en chef tandis que Maritz est élu chef du pouvoir judiciaire. Potgieter n'obtient aucun poste au sein du gouvernement.
Au printemps 1837, cinq à six grandes colonies de Voortrekkers, composées de 2 000 personnes environ, se sont établies entre le fleuve Orange et le fleuve Vaal sur un territoire usuellement appelé Trans-Orange.
À l'hiver 1837, la majorité des voortrekkers de Trans-Orange, à l'instar de Retief, Maritz et Piet Uys (qui a rejoint également Thaba Nchu avec son groupe) s'expriment pour reprendre leur route vers le Natal. Potgieter préfèrerait reprendre la route vers le nord avec l'objectif de rejoindre Tregardt mais se rallie à la majorité. En octobre 1837, Retief, accompagné d'une quinzaine d'hommes, franchit le Grand Escarpement africain pour mener une mission exploratoire au Natal afin de négocier des terres avec le chef des Zoulous. Au début de 1838, tous les Voortrekkers, y compris Potgieter, arrivent au Natal. Retief s'installe dans la région de la Tugela avec l'intention de négocier avec les Zoulous des frontières permanentes de la colonie du Natal.

### Confrontation avec les Zoulous au Natal

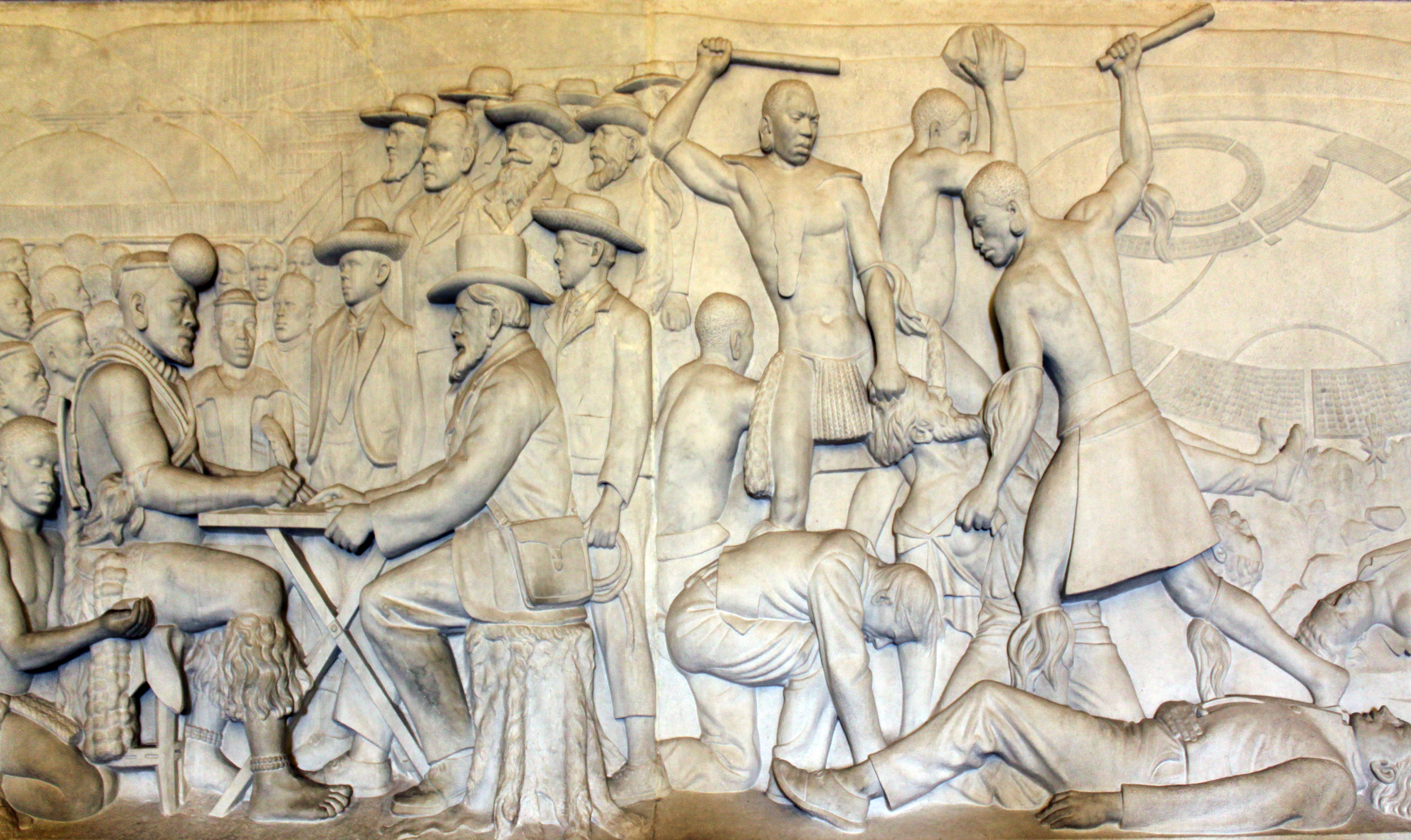
Frise du Voortrekker Monument représentant la signature du traité entre Piet Retief et le roi Dingane puis le massacre de Retief et de ses 70 compagnons sur ordre de Dingane.

Au Natal, en octobre 1837, Piet Retief rencontre une première fois le roi Zoulou Dingane kaSenzangakhona pour négocier un traité foncier. Retief évoque à cette occasion les faits d'armes des Vooretrekkers, notamment leur victoire à Vegkop contre Mzilikazi. Dingane, suspect et méfiant, fait mine d'accepter un traité allouant des terres aux Voortrekkers. Or, la demande d'un contrat écrit garantissant la propriété privée est incompatible avec la culture orale zoulou qui prescrivait qu'un chef ne pouvait que temporairement distribuer des terres car elles appartenaient à la communauté . Par ailleurs, l'autorité du roi Dingane ne s'étendait que sur une partie des terres sur lesquelles les Boers voulaient s'installer. Comme condition préalable à l'acceptation de la demande des Voortrekkers, il exigea que ceux-ci rapportent du bétail volé par Sekonyela, un chef rival.

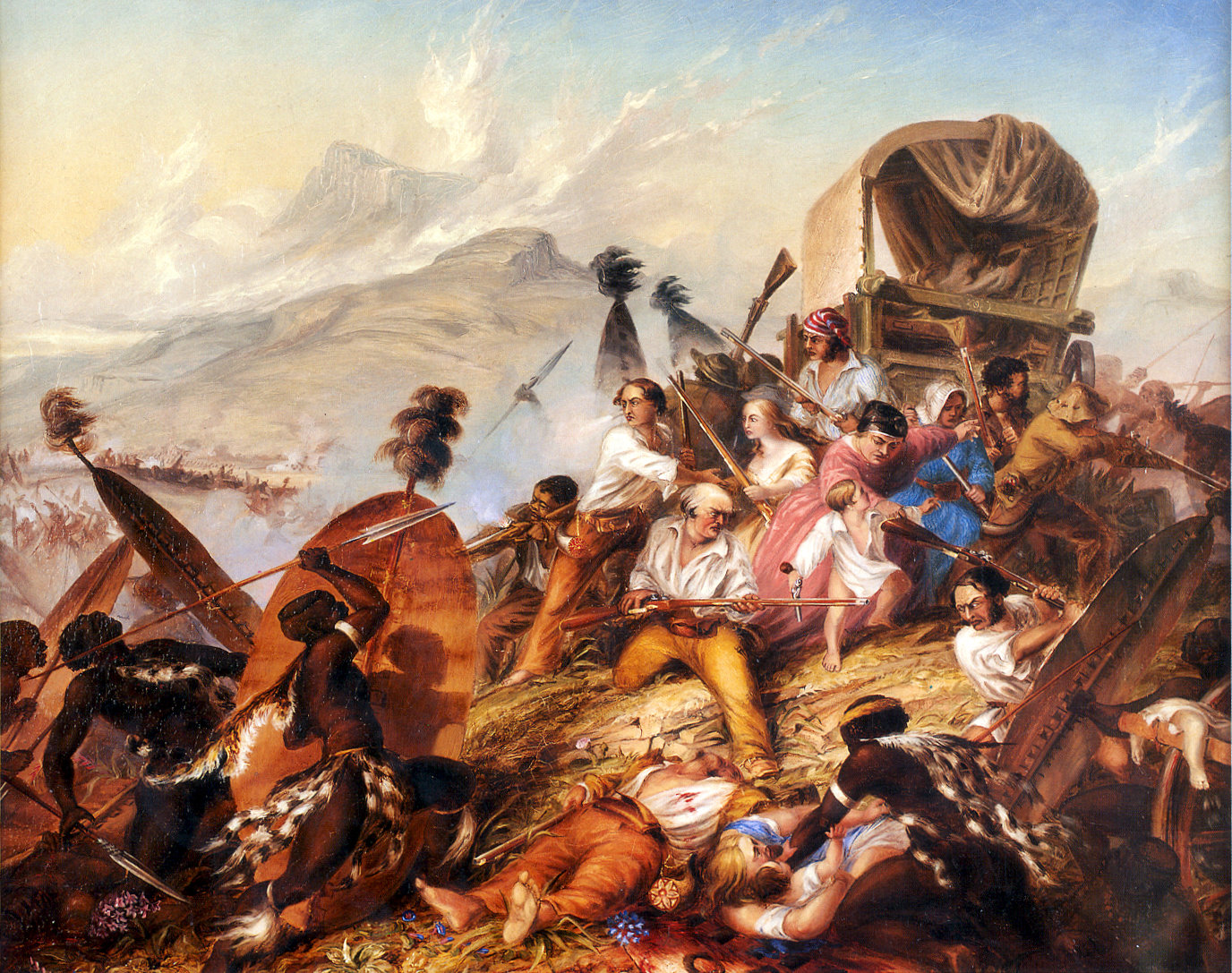
Massacre de Weenen - illustration par Charles Bell.

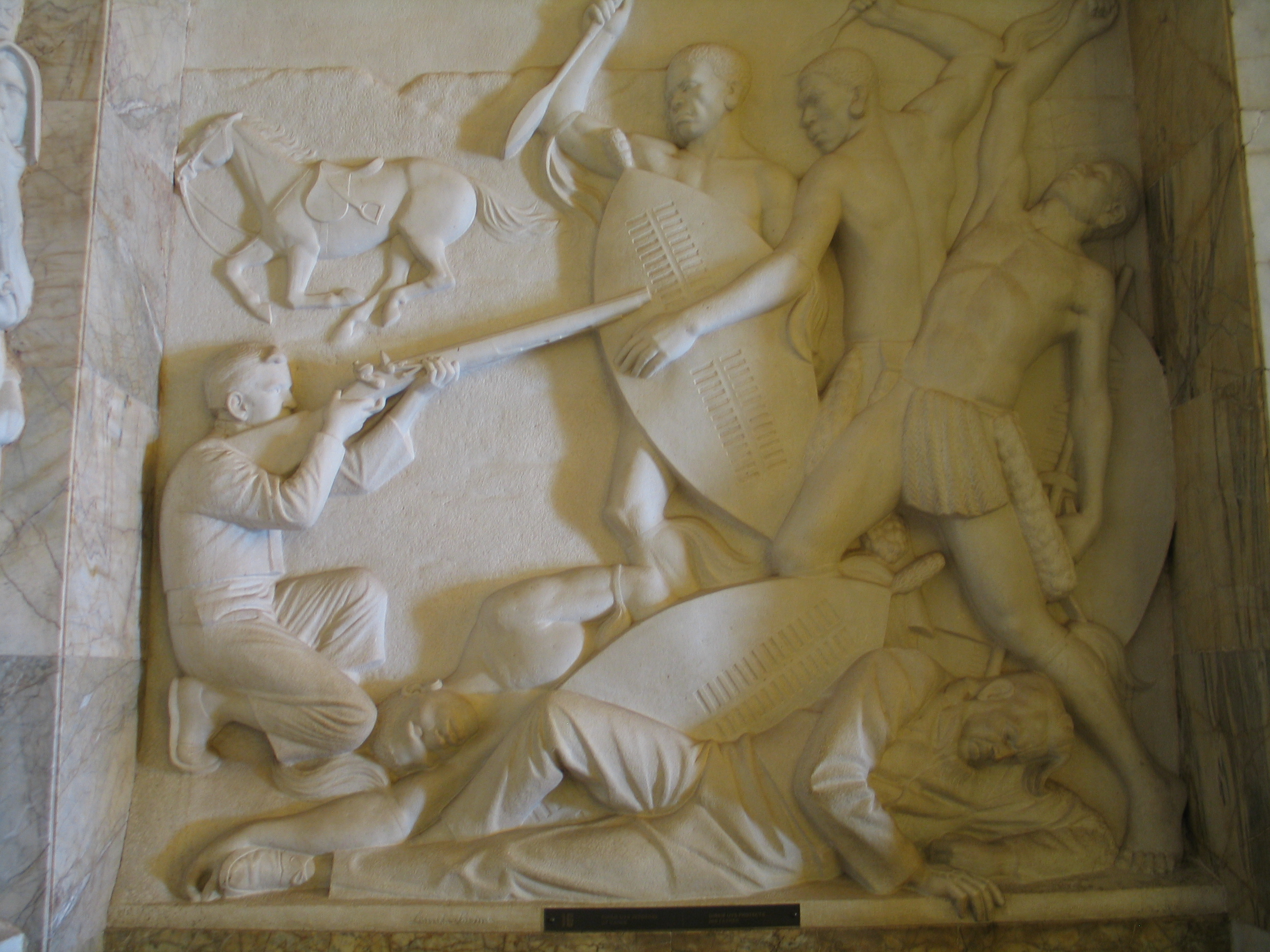
Dirkie Uys défendant son père Piet Uys, à la bataille d'Italeni (Voortrekker Monument).

Après que les Boers aient récupéré le bétail, le roi Dingane invite alors Retief et 70 de ses partisans à sa résidence à uMgungundlovu afin de signer l'acte de cession de la région de Tugela-Umzimvubu et établir une relation de confiance entre les deux communautés, ayant vraisemblablement déjà planifié de tuer Retief et ses hommes. Ainsi, le 6 février 1838, Retief et ses hommes acceptent d'être désarmés pour participer au banquet au cours duquel sur l'ordre du Roi (Bulalani abathakathi! soit tuer les sorciers), ils sont massacrés jusqu'au dernier,.
Après avoir tué la délégation de Retief, 7 000 impis sont envoyés pour attaquer les campements Voortrekkers dans les contreforts du Drakensberg à Blaauwkrans et Weenen où 41 hommes, 56 femmes et 185 enfants sont tués, anéantissant la moitié du contingent de Voortrekkers au Natal,. Entre 250 et 252 Khoikhois et Basothos qui accompagnaient les Voortrekkers sont également victimes des impis zoulous ce qui porte les pertes totales à plus de 530 morts.

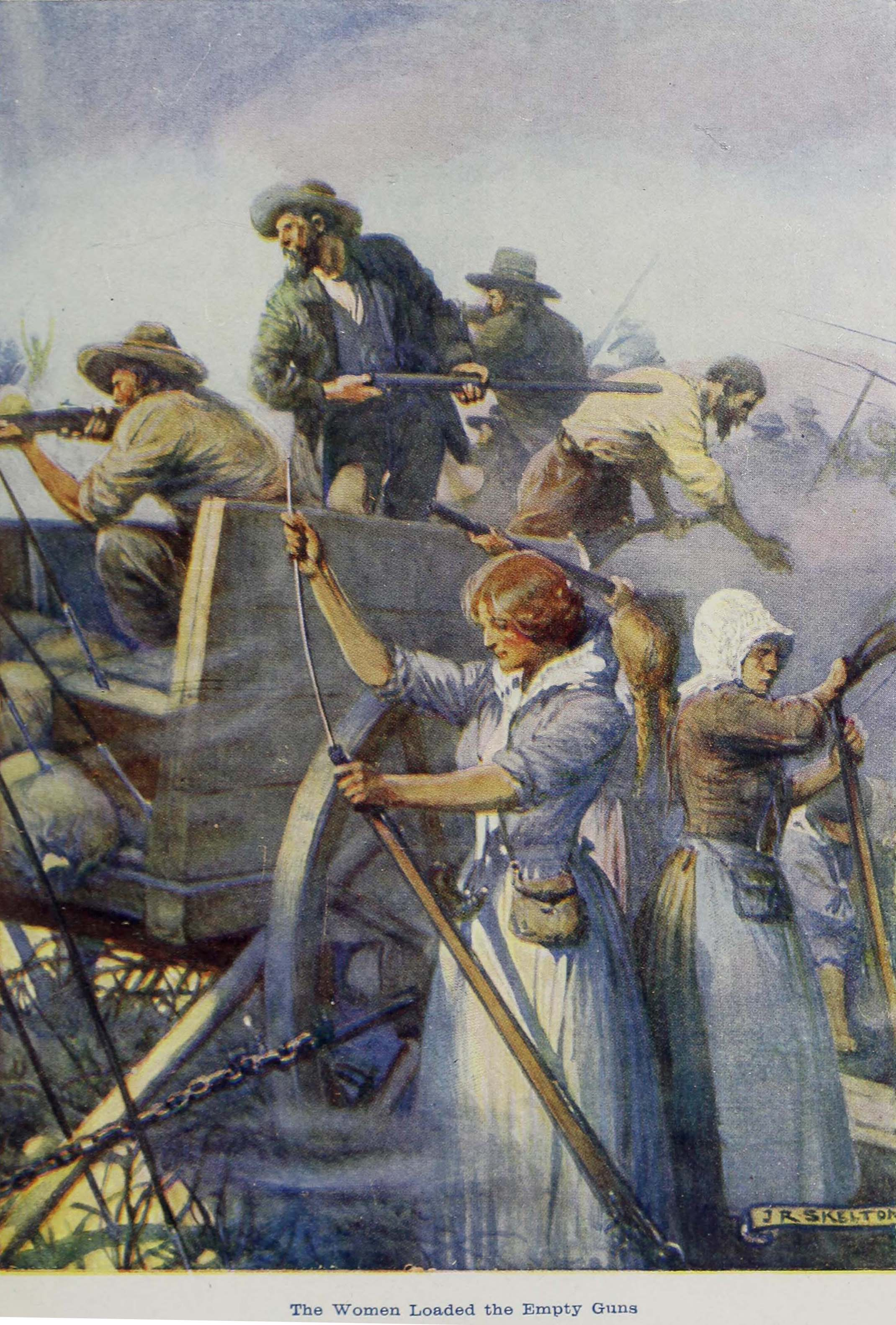
Gravure (1909) représentant les femmes boers rechargeant les fusils derrière les chariots en laager.

Soutenus par des renforts, les Voortrekkers ripostent mais sont vaincus à la Bataille d'Italeni, au sud-ouest de uMgungundlovu, du fait notable d'une mauvaise coordination des forces boers très indisciplinées.
En novembre 1838, Andries Pretorius arrive en renfort avec un commando de 60 hommes armés et de deux canons. Quelques jours plus tard, le 16 décembre 1838, une force composée de 468 voortrekkers, 3 Britanniques et de 60 alliés noirs combattent 6 000 à 12 000 guerriers zoulous à la bataille de Blood River. Les zoulous y laissent 3 000 guerriers contre 3 blessés côté voortekkers.
La victoire de Pretorius sur l'armée zoulou provoque une guerre civile au sein de la nation zouloue. Le  demi-frère du roi Dingane, Mpande kaSenzangakhona, rallie les Voortrekkers avec 10 000 guerriers pour renverser le roi et s'imposer.
La victoire sur Dingane et les liens d'amitié établis entre les voortrekkers et Mpande semblent alors conclure le Grand Trek avec l'installation des Boers au Natal mais il ne s'agit alors en fait que de la fin d'une première phase du grand Trek.

### La république de Natalia
Après la défaite des forces zouloues et la récupération du traité signé entre Dingane et Retief retrouvé sur les restes du corps de ce dernier, les Voortrekkers proclament la République de Natalia.
Il s'agit alors de la première république établie en Afrique du Sud. Elle compte 6 000 habitants. Son autorité s'étend sur un vaste territoire qui s'étend jusqu'à la région de Winburg-Potchefstroom, à l'ouest du Drakensberg où se sont installés des voortrekkers. Le Zoulouland, situé au nord de la rivière Tugela, forme un territoire indépendant mais placé sous la supervision d'un Conseil du peuple (Volksraad). Le siège de Natalia est fixé à Pietermaritzburg, une ville établie à l'hiver 1838 par le commandant Piet Greyling et nommée en hommage à Gerrit Maritz et Piet Retief.

Drapeau de la république de Natalia (1839-1843).

La constitution de Natalia prévoit l'établissement d'une Chambre de l'Assemblée composée de 24 membres élus par tous les citoyens blancs de plus de 21 ans. Un président doit être nommé à la tête de l'exécutif mais le poste ne sera jamais pourvu. A ce stade, le pouvoir exécutif repose principalement sur le général commandant Andries Pretorius.
L'objectif prioritaire des responsables de la république est d'abord d'obtenir la reconnaissance officielle de la Grande-Bretagne en tant qu'Etat indépendant. Or, Sir George Thomas Napier, gouverneur du Cap, considère les voortrekkers du Natal comme étant des sujets britanniques placés sous son autorité et refuse de reconnaître leurs institutions et ses représentants. L'objectif de Napier est d'ailleurs de mettre fin au mouvement du grand Trek et de placer les territoires où s'installent les Boers sous la juridiction britannique. Cependant, pour ce faire, Napier doit procéder par une annexion en bonne et due forme au moyen de troupes ce qui est trop couteux pour le gouvernement impérial et pour la colonie du Cap. Dans un premier temps, les Britanniques se voient contraint d'abandonner leurs positions au Natal.
Cependant, la politique raciale de la république et les contacts avec les navires marchands de puissances étrangères (néerlandaises, américaines et françaises notamment) qui font craindre une alliance entre les Boers et les pays européens offrent à Napier l'opportunité de faire pression sur le gouvernement impérial pour obtenir l'annexion du Natal. La défaite de Dingaan a par ailleurs mené à un vaste déplacement de milliers de réfugiés noirs déstabilisant les populations situées aux frontières de la colonie du Cap. Les missionnaires anglicans font enfin état de mauvais traitements des populations noires et affirment que les Boers sont en voie de rétablir l'esclavage au Natal ou kidnappent des enfants noirs pour en faire des apprentis dans leurs fermes
La confrontation entre la République et la Grande-Bretagne finit par avoir lieu à la bataille de Congella. En juin 1842, 2 navires britanniques débarquent à Port Natal et mettent un terme à la résistance des vooretrekkers. Le 15 juillet, les autorités législatives de Natalia acceptent de se placer sous l'autorité britannique. La plupart des Boers du Natal sont outrés par cette décision et certains, surtout ceux des régions les plus éloignées comme celles de Winburg et de Potchefstroom, les voortrekkers les plus pauvres et les plus illettrés, ainsi que les femmes boers, souhaitent poursuivre avec véhémence les hostilités contre les Britanniques. Ils s'en prennent même à Pretorius, partisan de la paix avec les Britanniques.

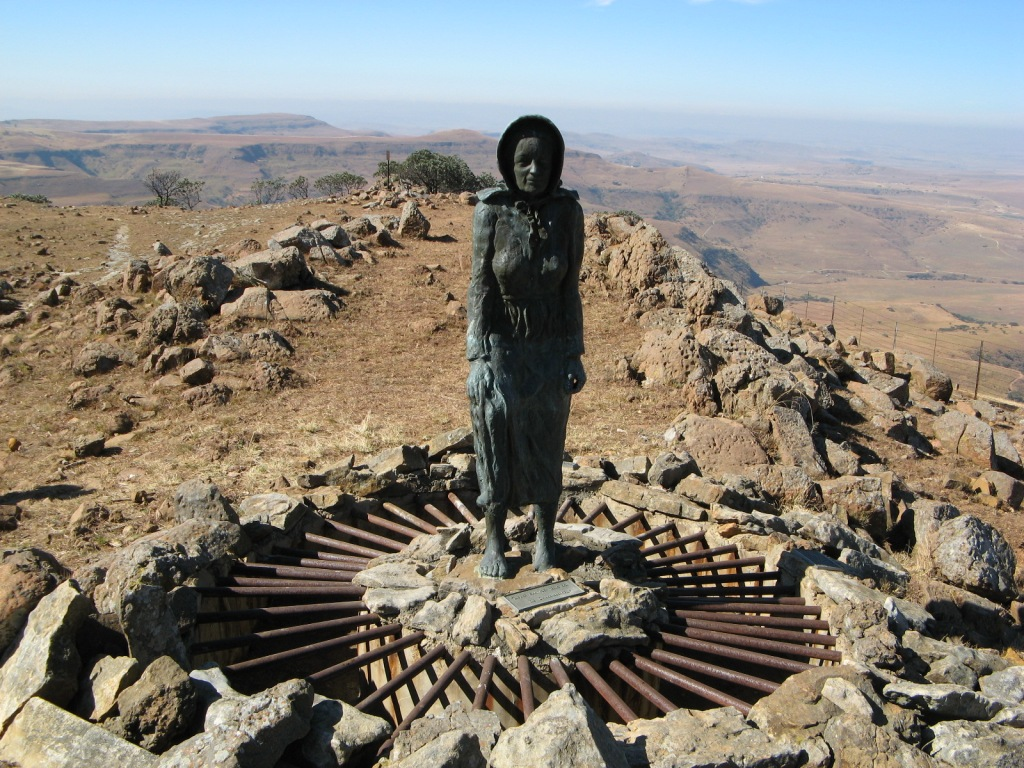
La statue de la femme boer aux pieds nus, située près de Retiefklip au col Retief, commémore l'opposition irréductible des femmes Voortrekkers au gouvernement britannique du Natal après l'annexion de la république de Natalia.

Durant ces négociations entre Britanniques et le Volksraad formalisant l'annexion du Natal, les observateurs constatent que les femmes boers sont plus pugnaces que les hommes et plus hostiles encore aux Britanniques. Leur rôle dans la société boer apparait alors pour avoit été déterminant dans la réussite du grand Trek, ayant été « l'âme de convois de Voortrekkers », ne renonçant jamais même quand la situation apparaissait désespérée. Ainsi avaient-elles activement participé aux combats, rechargeant les fusils ou assommant avec des pierres les guerriers ennemis. Aussi, Susanna Smit, sœur de Gerrit Maritz, s'exclame t'elle que les femmes boers préfèreront « traverser à pieds le Drakensberg pieds nus pour mourir libre, car la mort est plus douce que la perte de leur liberté ».
L'annexion définitive du Natal par les Britanniques est acceptée en aout 1843 par le Volksraad du Natal. Les accords qui ont été négociés stipulent que les nouvelles institutions qui sont mises en place ne feront aucune distinction de couleur, de religion, de langue entre ses citoyens. Les frontières du Natal sont fixées au Drakensberg au nord et au fleuve Tugela.
Quelque cinq cents familles voortrekkers de la région entament alors un deuxième trek, traversent de nouveau le Grand Escarpement africain au Drakensberg et retournent dans le Haut-Veld. Quelques boers qui étaient restés au Natal, à l'instar de Pretorius, prennent le même chemin quelques années plus tard (1847).
En 1845, le Natal devient un district de la colonie du Cap (puis en 1857 une colonie britannique distincte). Finalement, une minorité faible de voortrekkers de la première vague, comme Karel Landman, se sera établie définitivement au Natal.

### L'annexion britannique du Trans-Orange
Après l'annexion de Natal, les Trekkers placent leurs espoirs de fonder leur république indépendante dans l'ouest du Drakensberg entre les fleuves Orange et Limpopo. Hendrik Potgieter s'était finalement installé dans la région de l'actuelle Winburg en 1838, après avoir vaincu les Matebeles et échangé avec d'autres tribus indigènes. Plus tard, son territoire avait été englobé brièvement dans la République de Natalia avant de rompre en 1843.

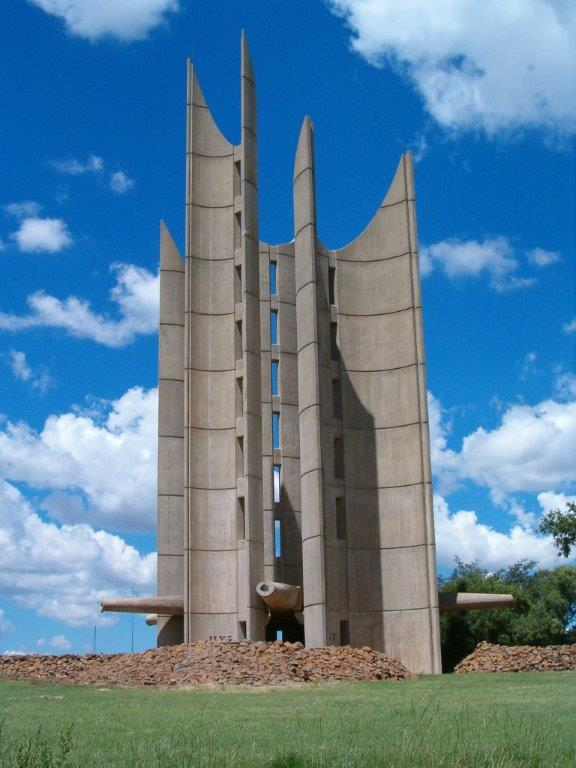
Monument aux Voortrekkers à Winburg.

La zone entre les fleuves Orange et Vaal était connue sous le nom de Trans-Orange (ou Transoragnia) et la zone entre les fleuves Vaal et Limpopo usuellement désignée sous le nom de Transvaal. La population hétérogène du Trans-Orange, composée de Boers, de Gricquas et de Basothos, limitrophe de la colonie du Cap, avait progressivement amené les Britanniques à intervenir dans la région.
À la fin de 1843, le gouverneur de la colonie du Cap, George Napier, conclut des traités avec les Gricquas d'Adam Kok et les Basothos de Moshoeshoe Ier afin de sécuriser sa frontière nord, en offrant aux Griquas une protection contre les revendications territoriales des Boers de Trans-Orange. Après une confrontation entre Boers et Britanniques à Swartkoppies (1845), le nouveau gouverneur du Cap, Sir Peregrine Maitland, se rend en Trans-Orange pour pacifier le secteur. Il nomme un résident britannique qui s'installe à Bloemfontein, chargé de faire respecter les accords, mais celui-ci ne dispose pas d'assez de troupes pour agir efficacement. En 1848, Sir Harry Smith, le nouveau gouverneur du Cap et haut-commissaire britannique en Afrique du Sud, décide d'annexer toute la zone entre le Drakensberg au sud-est, le fleuve Orange (à l'ouest) et le fleuve Vaal (au nord), en tant que Souveraineté de la rivière Orange. Ce faisant, il annexe le Griqualand, le Basutoland, les territoires gérés par les Boers et coupe la route des voortrekkers vers la côte Est. Pour justifier l'annexion, il donne au gouvernement impérial l'impression que les habitants de la région y étaient favorables. En fait, seuls quelques agriculteurs le sont. Les Winburgers s'en remettent alors à Andries Pretorius, qui était en route pour s'installer dans le Transvaal, afin de s'opposer par la force à l'annexion britannique. Sa décision de prendre le commandement d'un Kommando boer amène le résident britannique à se replier vers la colonie du Cap pour y attendre des renforts britanniques. En août 1848, les Britanniques remportent finalement la victoire contre les Boers à la bataille de Boomplaats, permettant le retour du résident britannique à Bloemfontein. L'annexion britannique entraîne alors un nouvel exode majeur des Boers vers le nord, au delà du fleuve Vaal, hors de la juridiction britannique.
Cependant, les Britanniques restent dans l'incapacité de maintenir l'ordre dans le territoire de la souveraineté du fleuve Orange, non seulement face aux Boers mais aussi face aux Basothos. En 1849, une frontière est établie entre la Souveraineté et le Basutoland mais l'accord est de courte durée. En raison des coûts humains et financiers de la huitième guerre cafre (1850-1853), les Britanniques décident de laisser la Trans-Orange aux Boers afin d'en faire un état tampon entre la colonie du Cap et les territoires tribaux.

### L'établissement au Transvaal

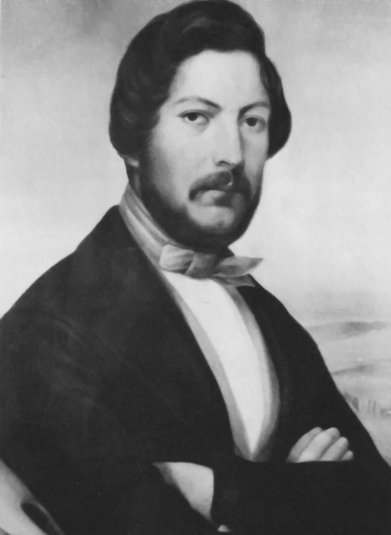
Andries Pretorius.

En 1844, Hendrik Potgieter, inquiet de l'annexion britannique du Natal et de la présence britannique dans le Trans-Orange, émigre définitivement au nord du fleuve Vaal afin de réaliser son idéal d'indépendance totale vis-à-vis de la Grande-Bretagne. En 1845, il fonde une nouvelle ville, Andries-Ohrigstad à proximité d'une voie commerciale menant vers la baie de Delagoa. Comme pour Tregardt autrefois, en raison de nombreux décès causés par la fièvre tropicale, la ville est abandonnée au profit de Lydenburg (1846). Politiquement, Potgieter, qui s'installe dans le Soutpansberg à Schoemansdal, est isolé et n'arrive pas à rallier les voortrekkers du Natal sous son seul commandement.

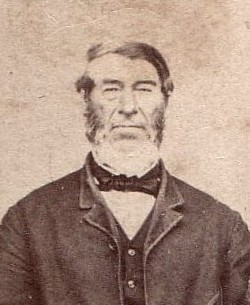
Photo supposée d'Hendrik Potgieter.

En 1848, son rival, Andries Pretorius, s'installe également dans le sud-ouest du Transvaal, près de Potchefstroom la première ville qui avait été fondée par les Boers. Pretorius s'efforce pour sa part d'unir tous les groupes voortrekkers disséminés dans le Transvaal sous l'autorité d'un Volksraad afin de demander et d'obtenir la reconnaissance britannique de leur indépendance.
En 1849, les divers représentants voortrekkers s'entendent pour établir un Volksraad uni pour tout le Transvaal. Cependant, en raison de la relation tendue avec Potgieter et ses partisans, aucun chef n'est désigné pour parler au nom des Voortrekkers. En 1851, quatre généraux commandants, dont Potgieter et Pretorius, sont désignés mais l'absence d'une autorité centrale empêche les voortrekkers du Transvaal d'adopter un programme politique décisionnel, que ce soit envers les tribus africaines qu'envers les Britanniques.
De sa propre initiative, Pretorius entreprend de s'adresser aux commissaires britanniques, Hogge et Owen, qui craignent alors une alliance des voortrekkers avec les Basothos pour reprendre le Trans-Orange. Les Britanniques pensent alors plus intelligents de se faire des vooretrekkers des alliés pour sécuriser leurs vastes frontières. Ils rencontrent alors Pretorius afin de reconnaître l'indépendance du Transvaal. Celui-ci en retour s'engage à ne pas interférer dans les territoires situés au sud du fleuve Vaal.

### L'aboutissement du Grand Trek avec la reconnaissance des républiques boers

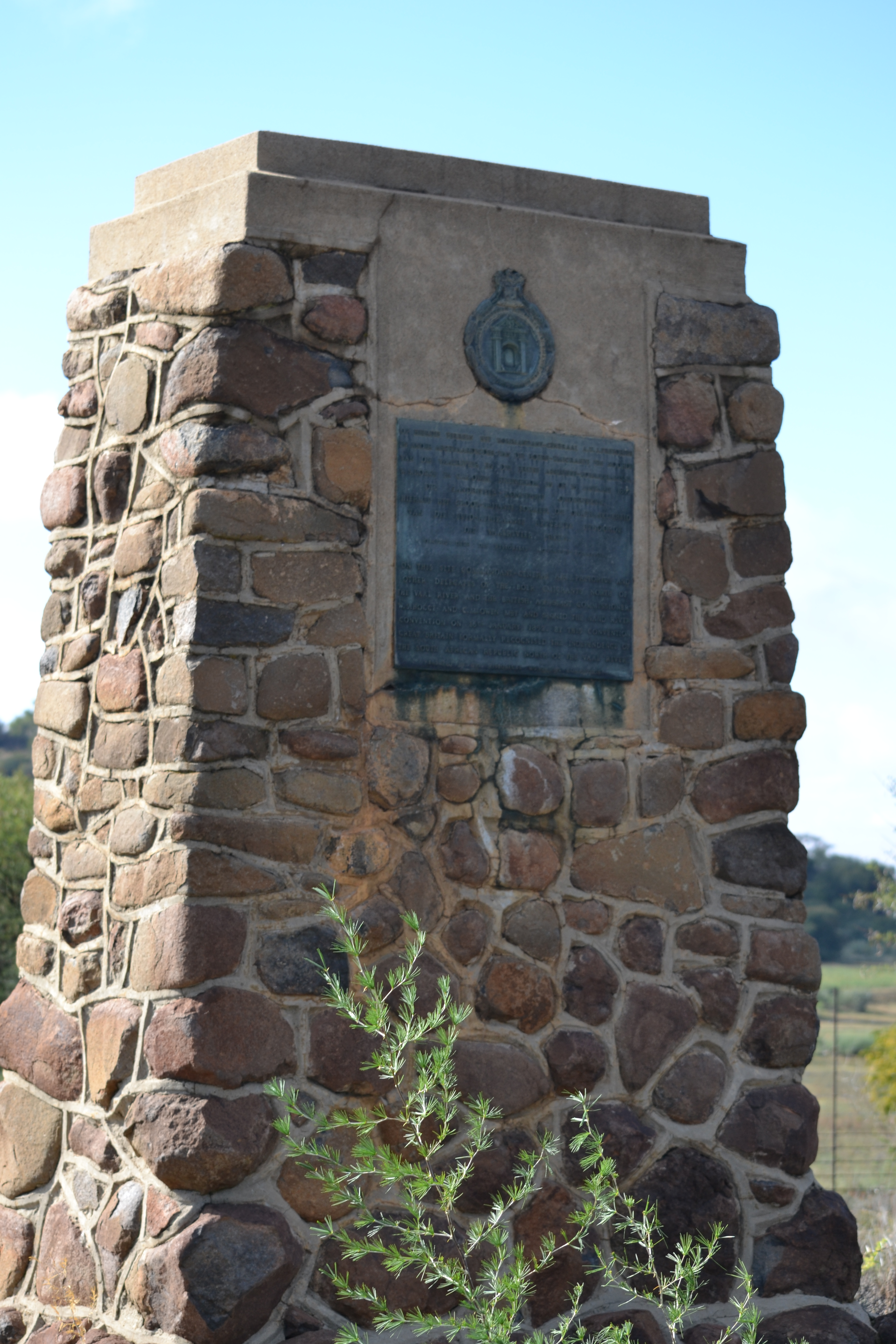
Mémorial au traité de Sand River.

Le 17 janvier 1852, les Britanniques reconnaissent par le traité de Sand River l'indépendance du Transvaal. L'accord est notamment signé, côté voortrekker, par Andries Pretorius et par le Commandant-général Willem François Joubert (1824-1891) du district de Lydenburg, sans toutefois avoir obtenu l'approbation du Volksraad. Potgieter et ses partisans sont dans un premier temps furieux mais ils finissent par accepter le traité lors d'une réunion à Rustenburg permettant alors au Volksraad de ratifier la Convention. En septembre 1853, le Transvaal adopte le nom De Zuid-Afrikaansche Republiek (ZAR ou République sud-africaine).
Du fait de son éloignement des autorités anglaises, la nouvelle république allait connaitre sur son territoire une forte affluence de Boers originaires notamment de la colonie du Cap, alors même que la région contenait les plus fortes concentrations de populations indigènes d'Afrique du Sud. Cette affluence allait permettre la création de nombreuses fermes dans des régions parfois peu voire inoccupées permettant aux Boers de se sentir plus forts face aux populations autochtones, tout en exigeant in fine le recrutement d'une importante main-d’œuvre disponible dans les territoires tribaux.
Le 30 janvier 1854, une proclamation royale officialise le renoncement britannique à toute autorité sur la Souveraineté de la rivière Orange. Le 23 février 1854, la convention de Bloemfontein reconnaît l'indépendance de la région située entre les fleuves Orange, Vaal et le Drakensberg, qui devient l'État libre d'Orange. Le traité est signé par George Clerk, au nom du gouvernement britannique et par vingt cinq représentants boers.
La reconnaissance des deux républiques boers met ainsi fin à l'épopée du Grand Trek, commencé 20 ans plus tôt.

## Un symbole politique

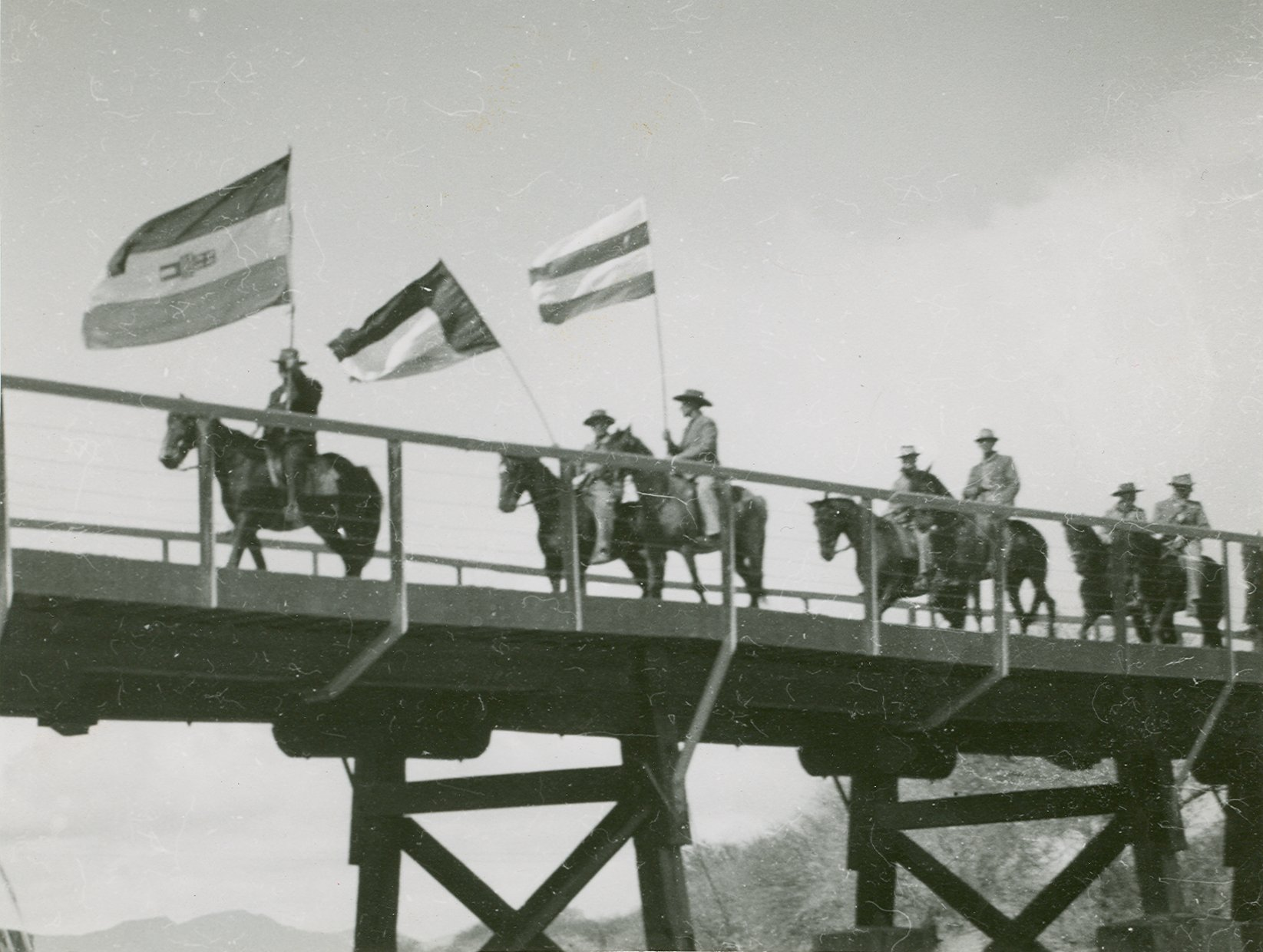
Cérémonies commémoratives du Grand Trek en 1938.

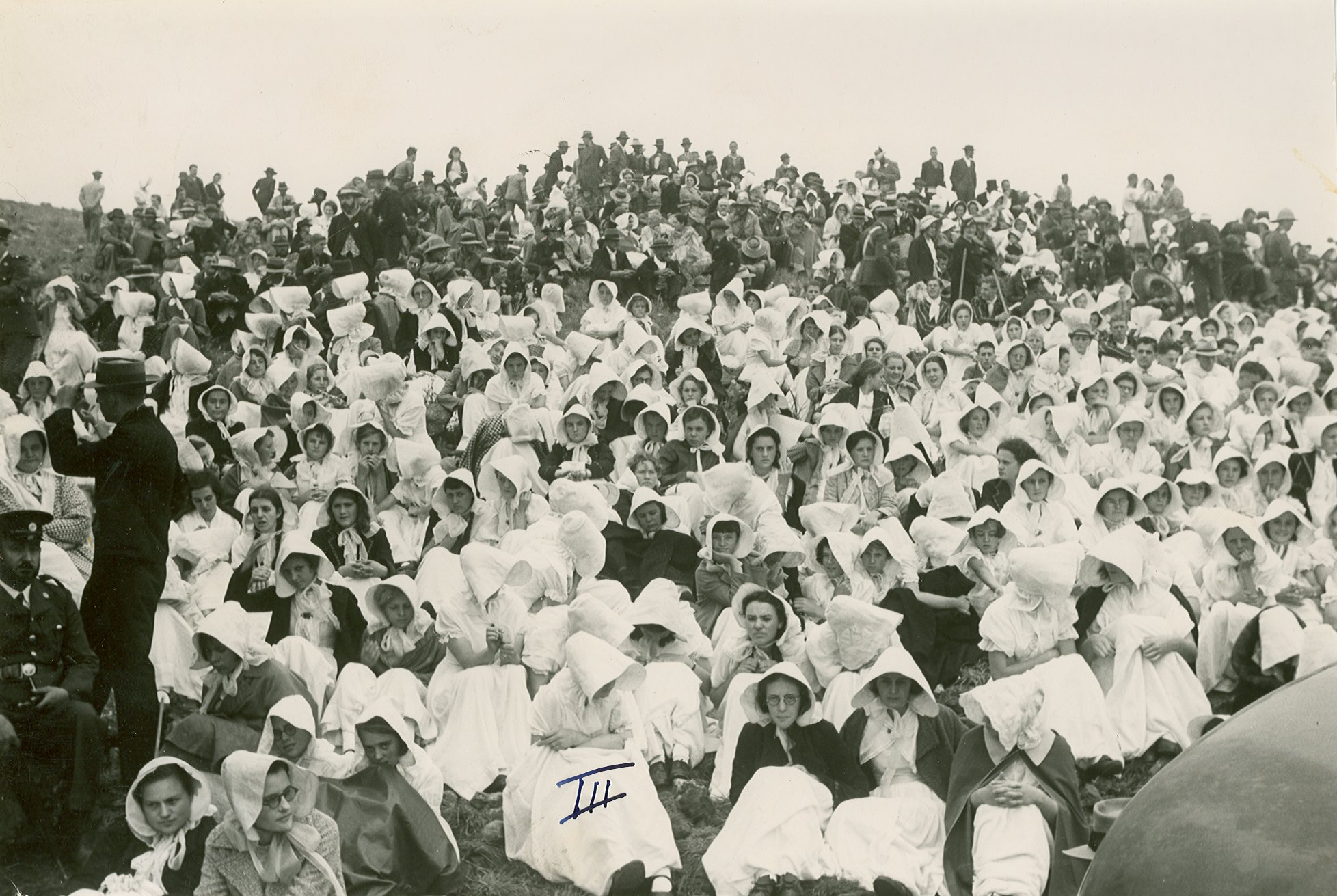
Femmes afrikaners en costume traditionnel boer lors des cérémonies commémoratives de 1938.

Le Grand Trek est au cœur du développement d'une nation, celle des Afrikaners, au sein d'une histoire présentée par ses thuriféraires comme une longue errance qui se terminerait par l'accession au pouvoir du parti national en 1948. Cette épopée proprement communautaire va être particulièrement célébrée par les écrivains de langue afrikaans du début du XXe siècle et prendre des dimensions épiques. La littérature sud-africaine de cette époque évoque notamment les grands espaces, les luttes interminables contre les lions ou les zoulous, la nature hostile pour en venir à une exaltation de la race afrikaner et de son mode de vie. Elle participe également au développement d'une mentalité, celle du laager (cercle protecteur), autrement dit une mentalité de ghetto pour se protéger du monde extérieur qu'exprime notamment l'ouvrage Trekkerswee (le malheur des Trekkers) de Totius, relatant l'arrivée des uitlanders à Johannesbourg et par là-même, l'insurrection d'un monde rural idéalisé contre des intrus. En 1906, l'historien Gustav Preller décrit le grand Trek comme un nouvel exode biblique avec Piet Retief comme une victime expiatoire et la victoire de Blood River comme un signe de la volonté divine assurant le peuple élu (les Afrikaners) de sa protection. Quelques années plus tard, Die Stem van Suid-Afrika, le poème de Cornelis Jacobus Langenhoven faisant référence au grand Trek, est retenu pour être les paroles de l'hymne national sud-africain. En 1937, Stuart Cloete publie Turning Wheels, une version démystifiée du grand Trek qui fait cependant « étalage de la sauvagerie africaine ». Il contribue avec plusieurs auteurs à la construction d'une mentalité collective. Plusieurs scènes du livre très populaire pour enfants et adolescents Jock of the Bushveld (1907), de Percy Fitzpatrick, contant l'histoire d'un chien héroïque et de son maitre dans les années 1880, évoquent le grand Trek.

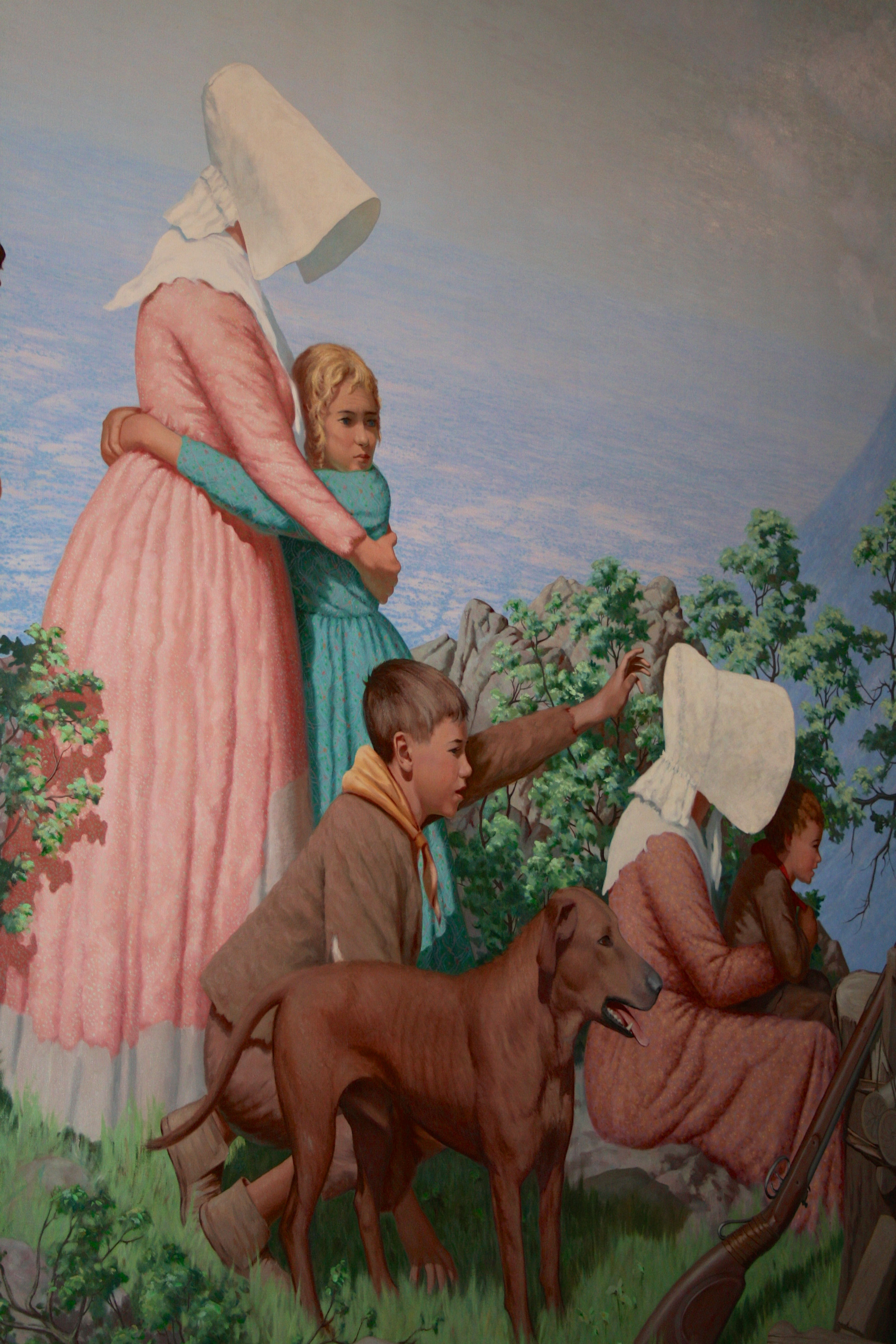
Représentation de la famille traditionnelle voortrekker.

En 1938, les célébrations du centenaire de la bataille de Blood River et du Grand Trek unissent, mobilisent et consolident les afrikaners derrière les thèses nationalistes. La première pierre du Voortrekker Monument à Pretoria est posée. Il est terminé pour son inauguration en grande pompe par Daniel Malan en 1949, un an après la victoire du Parti national.
Dans les années 1960, F.A. Venter relate encore au travers d'une fresque familiale l'histoire du Grand Trek. L'écrivain américain James Michener fait de même dans son roman intitulé The Covenant (1980).
En 1997, après la fin de la domination politique blanche sur l'Afrique du Sud, l'hymne national sud-africain, composé de deux chants depuis 1994, est modifié pour être amalgamé. La partie faisant référence au Grand Trek dans Die Stem van Suid-Afrika (met die kreun van ossewa) est supprimée au motif que ce passage ne concernait qu'une seule section de la communauté sud-africaine et pas le peuple dans son ensemble.
En 1998, le président Frederik de Klerk évoque le Grand Trek dans le titre de ses mémoires intitulés The Last Trek: A New Beginning.

## Mode de vie des participants au Grand Trek

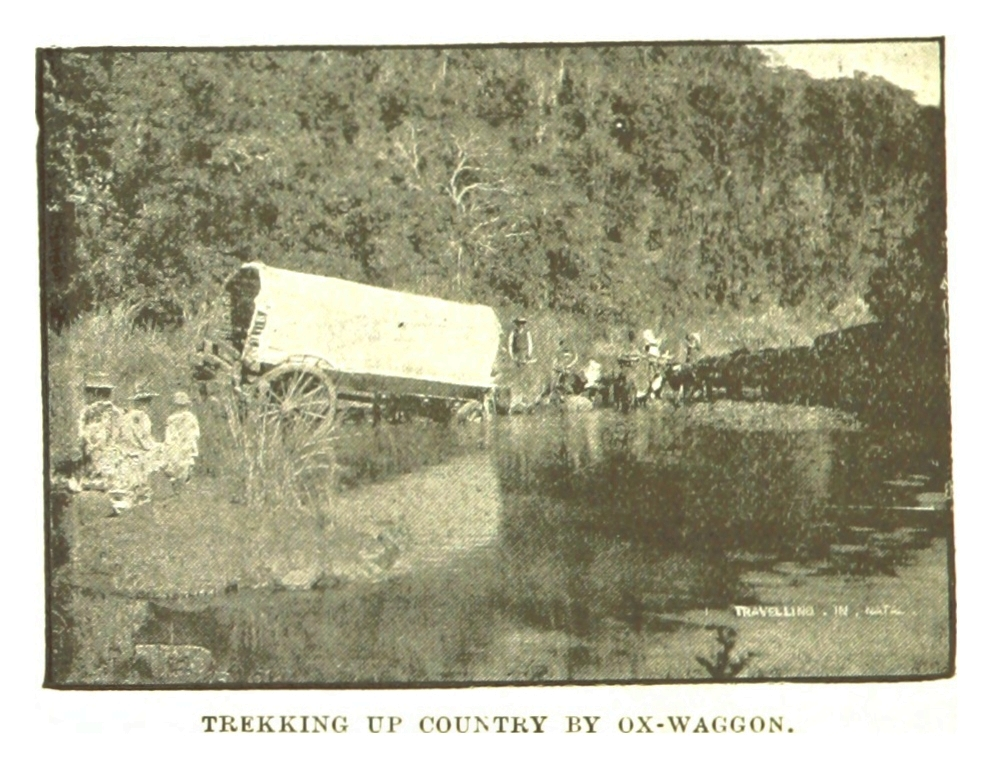
Traversée du Natal en chariots à bœufs.

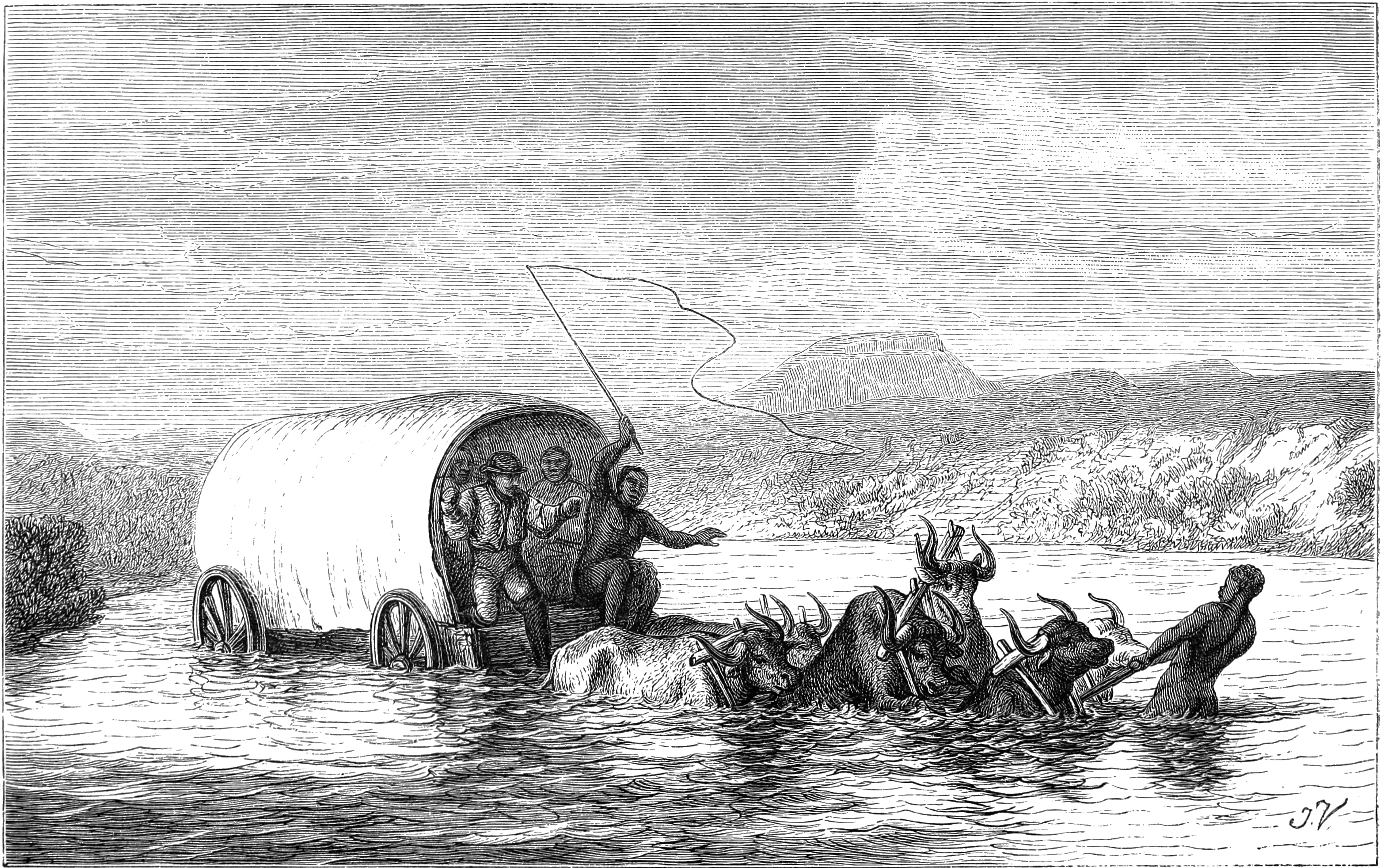
Traversée du Vaal.

Les participants au Grand Trek sont principalement des fermiers qui se déplacent en famille laquelle comprend régulièrement plus d'une dizaine de membres. Travailleurs acharnés et bons chasseurs, ils menaient déjà une vie assez dure et austère avant de s'engager dans le grand Trek.
Ils entament leur périple non sans disposer d'informations précieuses sur les territoires qu'ils vont traverser grâce aux explorations menées par quelques trekboers qui ont rallié le Natal. S'ils savent qu'ils vont disposer d'un abondant gibier prélevé sur place, ils emportent avec eux de la farine, du riz, du café, du thé et du sucre et savent faire sécher la viande au soleil (biltong).

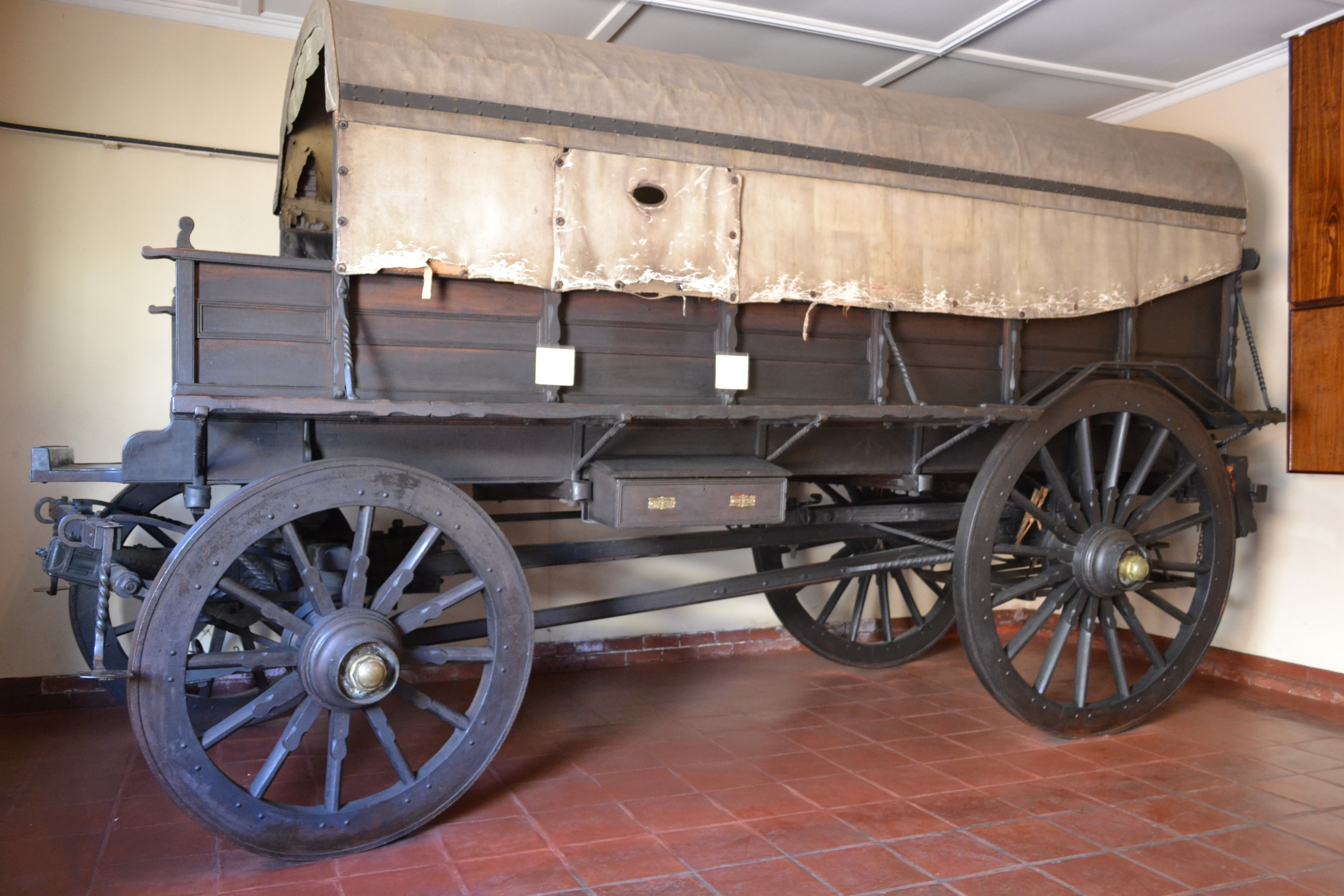
Chariot voortrekker.

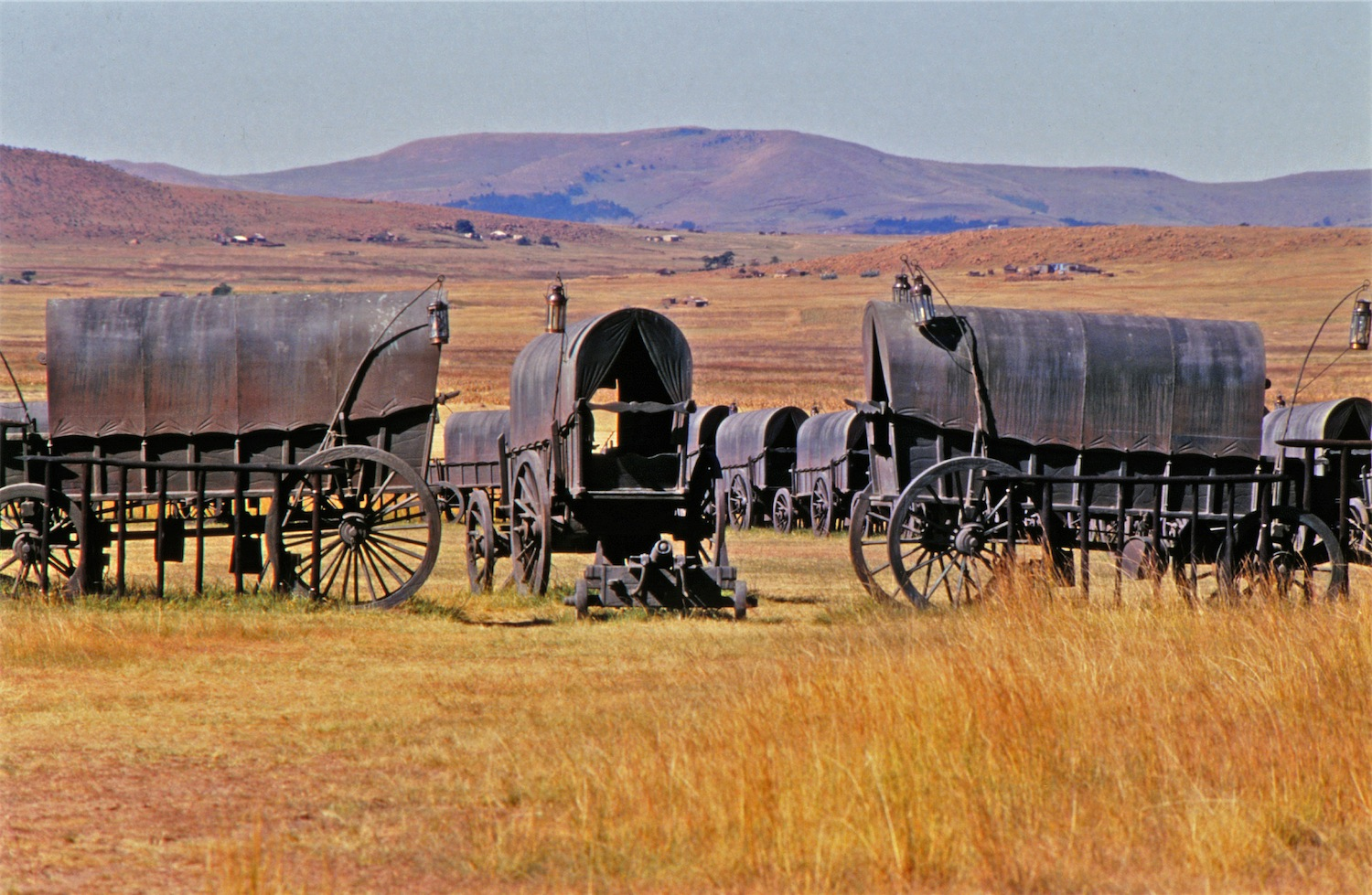
Monuments du Blood River représentant les chariots en laager.

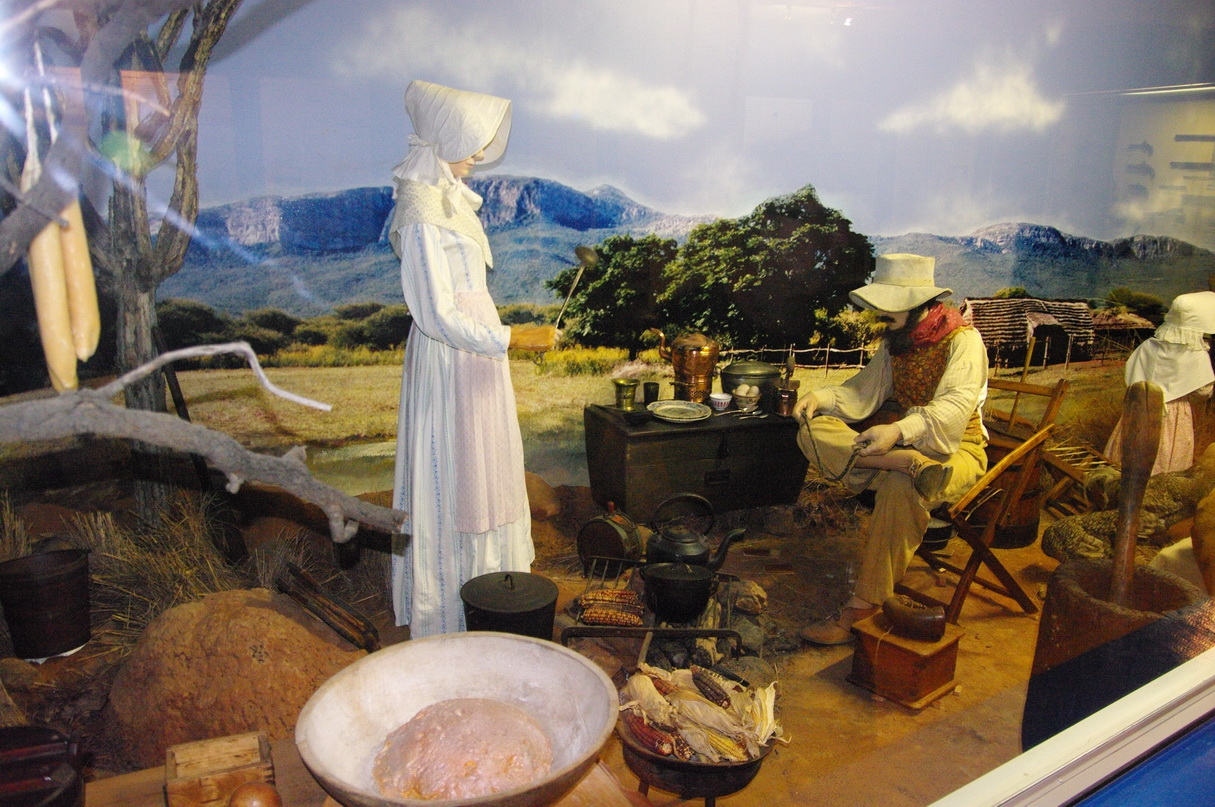
Reconstitution d'une famille de voortrekkers.

Les Voortrekkers voyagent à bord de chariots bâchés à double toit de 4 m de long environ, de 1 m de large et au plancher situé à 1,7 m de hauteur sert de maison pour la mère et les enfants boers. Les 2 roues arrière du chariot sont plus grandes que les deux roues avant. Tous les ingrédients et l'équipement nécessaire pour la plupart des plats, ainsi que les meubles et les affaires personnels (draps) sont entassés dans le chariot. La Bible et les livres de cantiques, les vêtements, la vaisselle et les ustensiles de cuisine sont emballés dans les bancs situés à l'avant et à l'arrière du chariot.
En dessous, sous le plancher, les outils tels que le sabot de frein, le cric, la fosse à goudron et les barils d'eau sont suspendus. L'ensemble du chariot est construit en planches ajustées, facilement démontables. Enfin, ces chariots sont tirés par équipages de 12 à 16 chevaux du Cap ou par 4 à 8 paires de bœufs, plus résistants. La plupart des familles voortrekkers disposent d'un ou 2 chariot, bien que les plus riches en possède jusqu'à huit. En terrain plat, l'attelage peut ainsi parcourir 20 à 30 km par jour en 7 à 9 heures de routes.
Les hommes voortrekkers portent généralement des vestes en velours, des gilets de la même matière tandis que leurs chemises ont des cols lâches. Ils portent des chapeaux de feutre ou de paille ainsi que des chaussures en cuir faites maison. Les vêtements des enfants ressemblaient à ceux des adultes.
Sans armes et munitions, les Voortrekkers n'auraient pu s'aventurer dans l'intérieur des terres. Ils disposent de  lourds fusils "Sanna" chargés par l'avant du canon ce qui permet aux tireurs expérimentés de pouvoir tirer trois coups par minute. Pendant que le Voortrekker, qui porte constamment sur lui une corne à poudre, tire avec l'un de ses fusils, sa femme et ses enfants s'occupent à charger le fusil de secours.
Lorsqu'il est nécessaire, à des fins défensives, les chariots sont placés en cercle (laager), les uns derrière les autres, les roues étant recouvertes par des branches d'épines.
La religion était au centre de la vie des Voortrekkers qui se considèrent totalement dépendants de Dieu. Ainsi, avant la bataille de Blood River, ils prient et font le vœu de dédier un jour d'action de grâce pour leur éventuelle victoire (Jour du vœu). En plus de la Bible et du livre des Psaumes, les voortrekkers disposent de livres de catéchisme, de liasses de sermons et de livres de prières.
Peu, voire aucun pasteur de l'église réformée hollandaise du Cap n'accepte d'accompagner les voortrekkers. Erasmus Smit, bien que n'étant pas ordonné, fera néanmoins ce travail d'accompagnement spirituel avant d'être rejoint par le missionnaire Daniel Lindley.

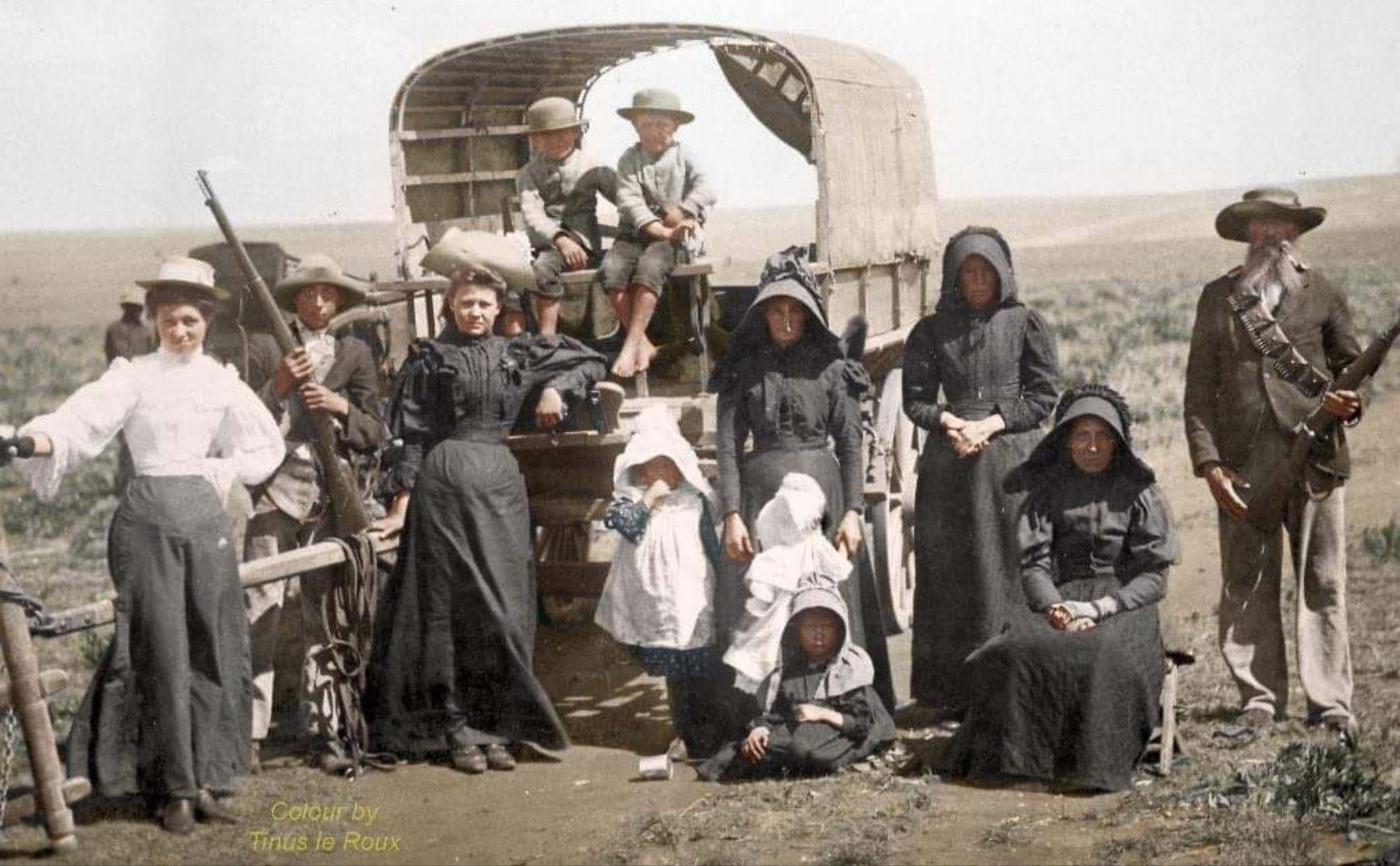
Une famille boer vers 1900.

L'enseignement et l'éducation des enfants est généralement effectué uniquement par les parents. C'est principalement une éducation religieuse qu'ils reçoivent et c'est par la Bible qu'ils apprennent éventuellement à lire. Parfois, l'éducation se fait en commun. Le père enseigne à ses fils toutes sortes de compétences artisanales comme la fabrication de meubles, la réparation de chariots et la chasse. Avec l'aide de leur mère, les filles apprennent à cuisiner, à faire du pain, à coudre et à s'occuper des jeunes frères et sœurs. Dans cette éducation des enfants voortrekkers, une grande attention est également accordée au chant. À l'âge de 15 ans, les garçons et les filles voortrekkers sont considérées comme des adultes.
La mère de famille ou l'épouse du voortrekker est cependant bien l'élément central du convoi dont la force de volonté permettra aux voortrekkers de persévérer, même quand tout espoir semble perdu, et de mener leur périple à son terme que ce soit au Natal ou vers le Zoutspanberg.

## Le Grand Trek dans la fiction

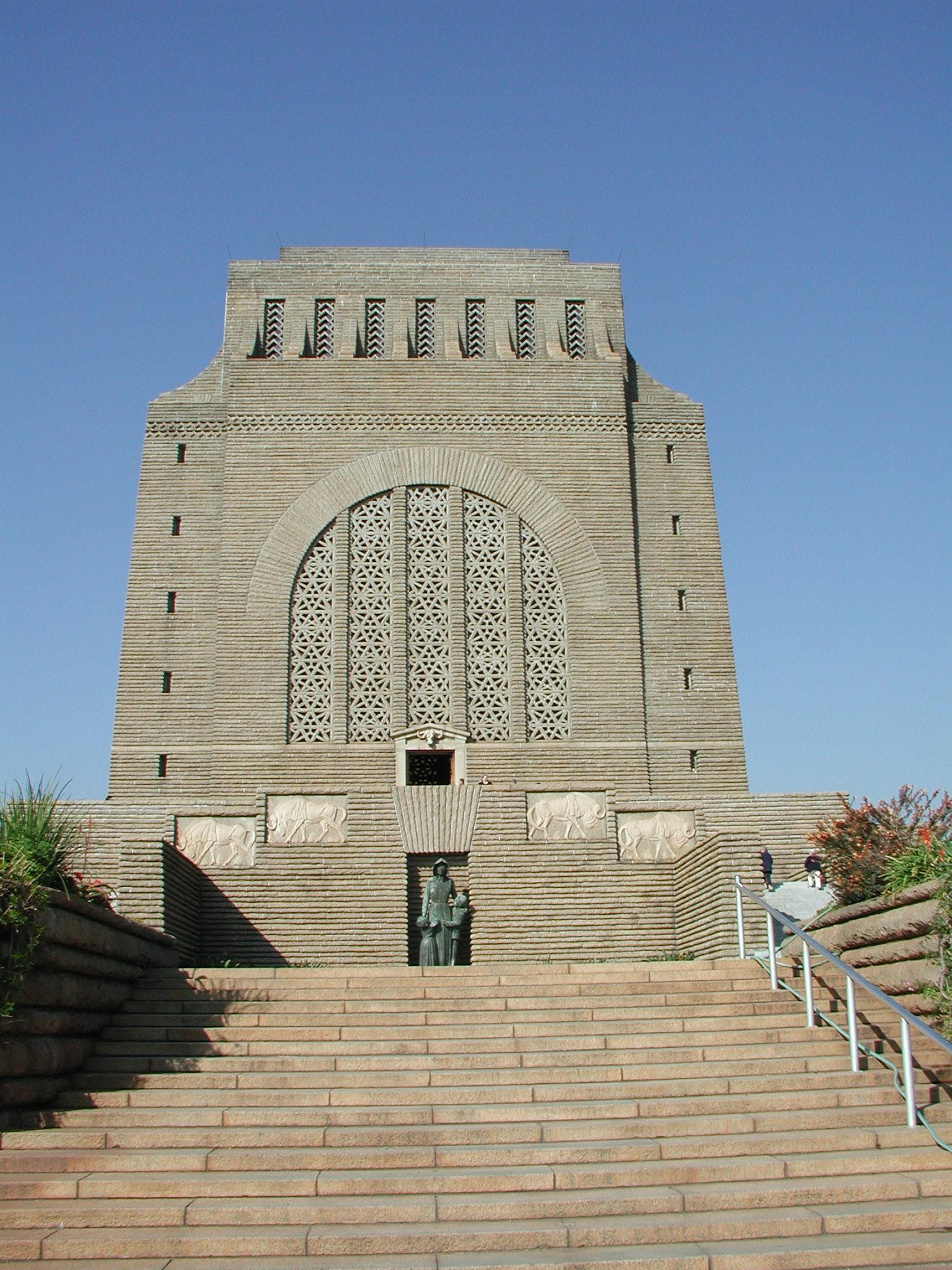
Monument aux Voortrekkers de Gerard Moerdijk à Pretoria.

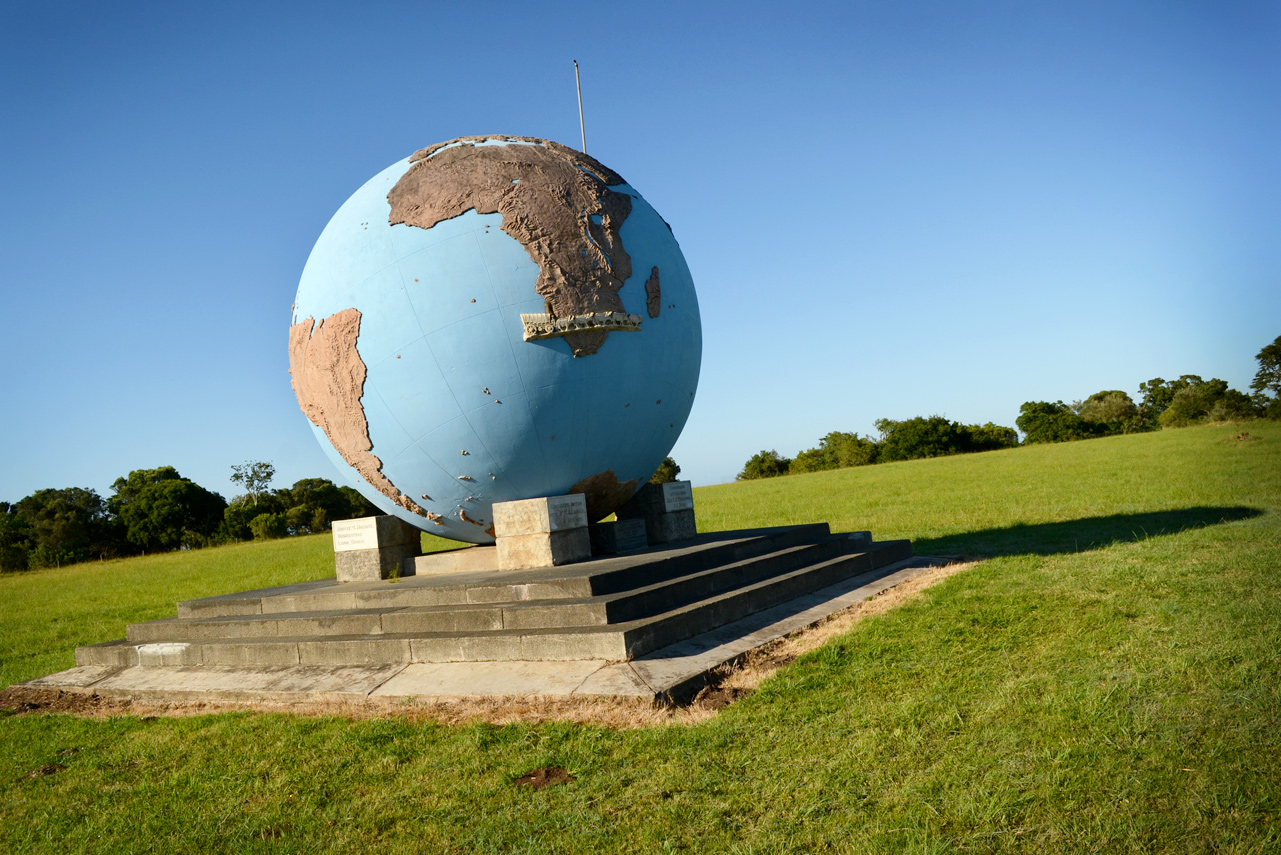
Le Karel Landman Memorial (1939) est un autre monument de Gerard Moerdijk dédié aux Voortrekkers et au Grand Trek.

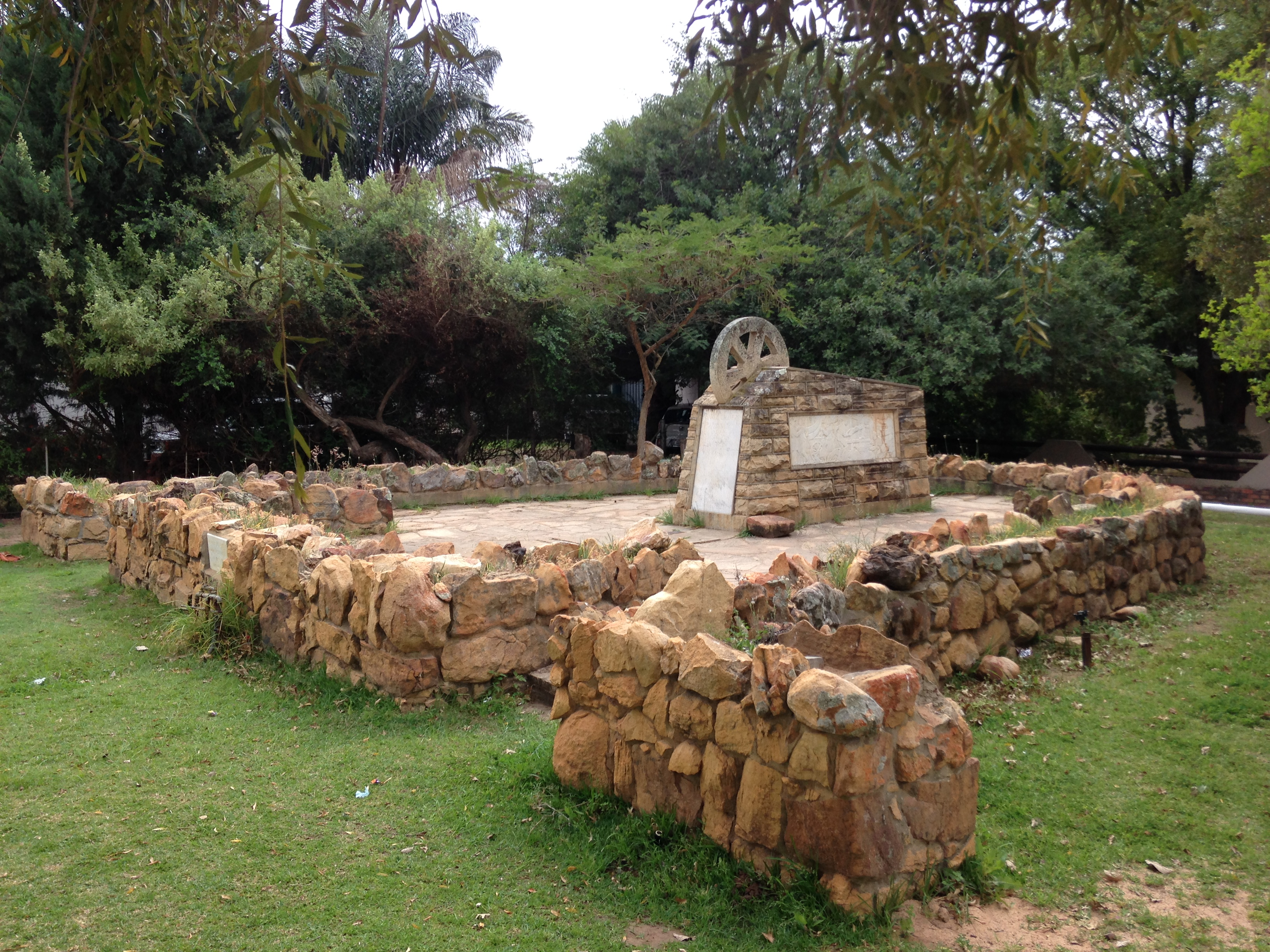
Monument au Grand Trek à Clanwilliam.

### Littérature
- Henry Rider Haggard,

L'Enfant des Boers (anglais : Swallow: A Tale of the Great Trek), Éd. Delachaux & Niestlé (1899), réédité chez Tallandier sous le titre Sihamba la sorcière,
Marie, Ed.Cassell and Company, (1912)
- Stuart Cloete, Turning Wheels (1937)
- Helga Moray, Tant que soufflera la tempête (anglais : Untamed) (1950)
- James A. Michener, L'Alliance (anglais : The Covenant) (1980)
- Zakes Mda, The Madonna of Excelsior (2002)  (ISBN 0312423829)
- Robin Binckes, Canvas under the Sky (2011)  (ISBN 1920143637) [27]
- C. W. H. Van der Post, Piet Uijs, of lijden en strijd der voortrekkers in Natal, 1918.
- Francois Alwyn Venter,

Geknelde land (1960)
Offerland (1963)
Gelofteland (1966)
Bedoelde land (1968)

### Films
- De Voortrekkers (1916)
- Swallow (1922) par Leander de Cordova
- Bou van 'n Nasie ("Construction d'une nation"), 1938
- Tant que soufflera la tempête (1955)
- The Fiercest Heart (1961)
- Blood River, série de quatre épisodes sur Arte (2024)

## Documents multimédia
- (af) Scènes extraites du film Bou van 'n Nasie ("Construction d'une nation"), réalisé en 1938 par Joseph Albrecht, avec Myles Bourke, M. Ngcobo et A.M. Sadie.
- (af) Die Wonderjaar 1938 (partie 1), documentaire sud-africain sur le centenaire du Grand Trek (1988)
- (af) Die Wonderjaar 1938 (partie 2)
- (af) Die Wonderjaar 1938 (partie 3), fin du documentaire sur le centenaire du Grand Trek (partie consacrée à l'arrivée à Pretoria, à la pose de la première pierre du Voortrekker Monument et à son inauguration en 1949).